# Araraquara
Araraquara é um município brasileiro, localizado na região central do Estado de São Paulo. Distante 270 km da capital paulista, o município é formado pela sede e pelos distritos de Bueno de Andrada e Vila Xavier. Sua população em julho de 2024, segundo estimativa do IBGE, era de 252 318, correspondendo em uma densidade populacional de 241,35 habitantes/km².
É o 34.º município mais populoso do estado e o 121.º mais populoso do país. Encontra-se conurbado com Américo Brasiliense na área urbana contínua. Araraquara é um polo regional, sediando a Região Geográfica Intermediária (26 municípios) e Região Geográfica Imediata (17 municípios) ao seu entorno. O estudo mais recente do IBGE sobre Regiões de Influência das Cidades - REGIC (2018), classificou a cidade como Capital Regional C, sediando o Arranjo Populacional de Araraquara e relacionando-a diretamente ao Arranjo Populacional de Ribeirão Preto.
Com uma área territorial de 1.003,625 km² é o 38.º maior município do estado e o 1414.º do país. Localizada a 21º47'40" de latitude sul e 48º10'32" de longitude oeste, a uma altitude de 664 metros, Araraquara situa-se a 43 quilômetros do centro geográfico (Obelisco) do Estado de São Paulo, e a 270 quilômetros da capital estadual.
O Índice de Desenvolvimento Humano Municipal (IDH-M) de Araraquara, considerado elevado pelo Programa das Nações Unidas para o Desenvolvimento (PNUD), é de 0,815, sendo o 14.° maior do Brasil. Em 2007, foi a cidade brasileira melhor qualificada quanto ao Índice FIRJAN de Desenvolvimento Municipal, que usa critérios de renda, educação e saúde.

## Etimologia

Segundo Navarro: arara, arara (ou ararás, espécie de formiga), e kûara, toca. Ambos os termos estão em relação genitiva, o que dá a ideia de origem, pertencimento, e enseja a inversão dos termos (conforme indicam as setas).

Existem duas explicações etimológicas para a origem do topônimo "Araraquara", a mais comum e adotada é também a que dá ao município o apelido de Morada do Sol.
Segundo a obra "Monografia da Palavra Araraquara" de 1952, de Pio Lourenço Corrêa, o nome primitivo era Araquara, dada a existência da Serra de Araquará, com o passar do tempo, por homofonia com a palavra arara e ignorância do idioma tupi, passou-se a adotar o nome Araraquara. Nesta mesma linha, há ainda a narrativa no século XVIII, um astrônomo português, em viagem de exploração pelo rio Tietê, se deparou com uma grande cordilheira, cujos reflexos da luz do sol lhe fizeram enxergar uma grande cidade, que ainda não existia. Àquela região os índios guaianá, então seus habitantes, davam o nome de Aracoara (de ará, dia, e coara, toca ou morada).
A outra versão, fornecida por Eduardo Navarro em seu Dicionário de Tupi Antigo (2013), baseia-se na expressão da língua geral meridional (desenvolvimento do tupi antigo) ararakûara, que significa "toca das araras" (arara, "arara" e kûara, "buraco", "toca"). Outra possibilidade é "toca dos ararás" (um tipo inseto, parecido com formiga, cupim), ou seja, "cupinzeiro".

## História

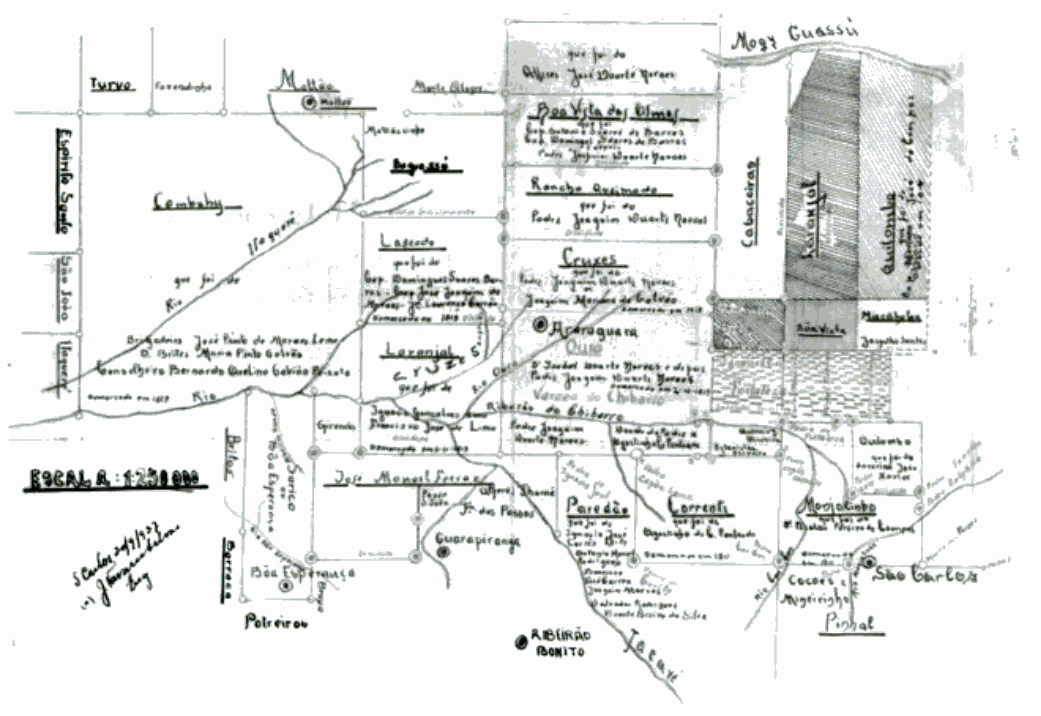
Sesmarias na região de Araraquara e São Carlos (c. 1810).

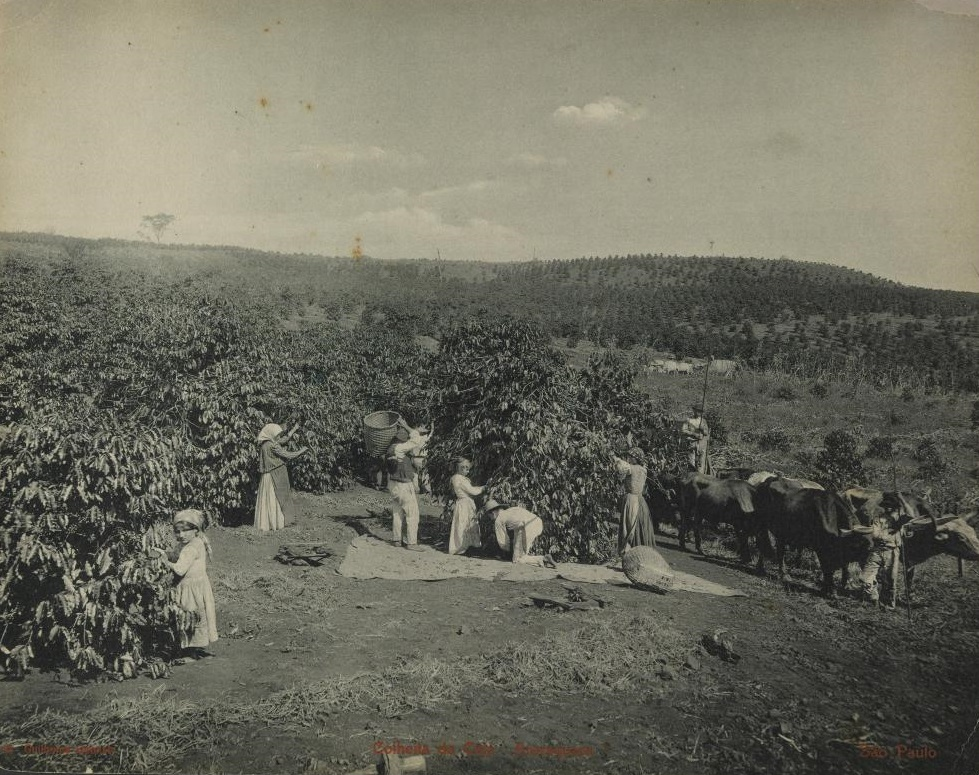
Colheita de café em Araraquara em c. 1902.

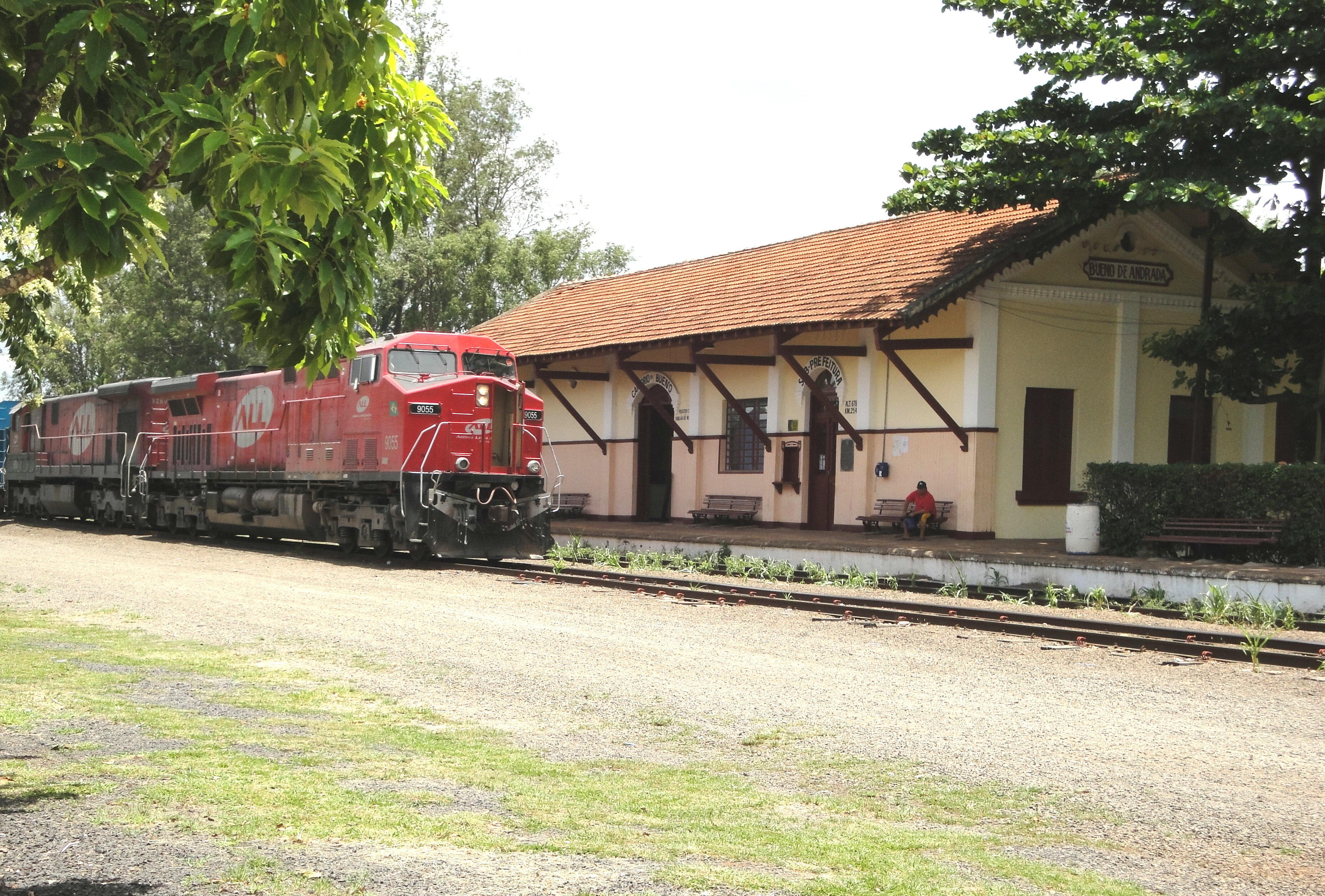
Estação Ferroviária de Bueno de Andrada, distrito de Araraquara.

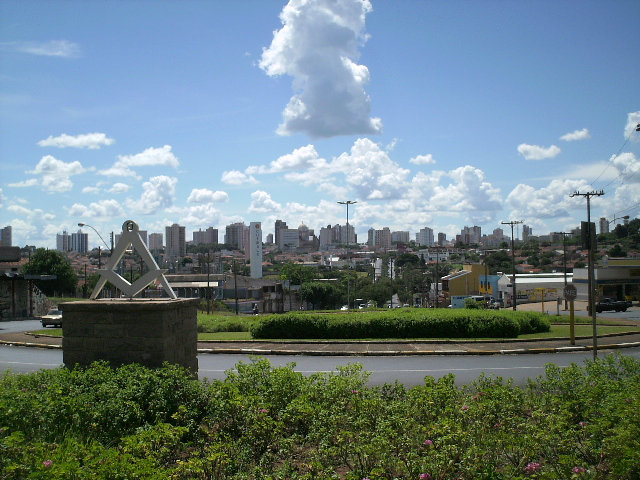
Centro de Araraquara visto da rotatória do Jardim Martinez.

### Primeiros povos e colonização
Originalmente, a região era habitada pelos índios guaianás. O fundador de Araraquara, Pedro José Neto, nasceu no ano de 1760 em Nossa Senhora da Piedade de Inhomirim, no Bispado do Rio de Janeiro. Em 1780, com vinte anos de idade, mudou-se para a freguesia de Piedade da Borda do Campo, hoje Barbacena, em Minas Gerais. Nessa freguesia, a 12 de Agosto de 1784, casou-se com Ignácia Maria, também fluminense. Teve, com ela, dois filhos: José da Silva Neto e Joaquim Ferreira Neto, que faleceram em Araraquara.
Em 1787, Pedro José Neto e sua família mudaram-se para Itu, em São Paulo. Em 1790 (ou 1807), devido a problemas políticos locais, a Justiça de Itu, por seu capitão-mor Vicente Taques Góis e Aranha, condenou-o ao desterro na freguesia de Piracicaba, em São Paulo, tendo ele conseguido fugir para os Campos de Araraquara. Com seus filhos, construiu uma capelinha dedicada a São Bento (padroeiro) nos Campos de Aracoara (lugar onde mora a luz do dia, a "Morada do Sol"), na região habitada pelos indígenas da tribo Guayanás. Fixando-se nos Campos de Araraquara, estabeleceu posse das regiões do Ouro, Rancho Queimado, Cruzes, Lageado, Cambuy, Bonfim e Monte Alegre.

### Fundação
A 22 de agosto de 1817, foi criada a Freguesia de São Bento de Araraquara pela Resolução 32 - Reino - Resolução de Consciência e Ordens, então subordinada ao município de Piracicaba. A 30 de outubro de 1817, a freguesia foi elevada à categoria de distrito e, a 10 de julho de 1832, passou à de município, o qual foi instalado a 24 de agosto de 1833. A 20 de abril de 1866, passou à categoria de comarca pela Lei Provincial 61 e, a 6 de fevereiro de 1889, foi elevada à categoria de município, pela Lei Provincial Sete.
Do ponto de vista histórico-econômico, na primeira metade do século XIX, as grandes propriedades rurais, características deste século, ainda não tinham sido atingidas pelo surto cafeeiro. Plantava-se a cana-de-açúcar, milho, ao lado de outros cereais, o fumo e o algodão. Os rebanhos eram constituídos em sua maioria por suínos e bovinos. A maior parte da produção servia para abastecer as "casas de secos e molhados". Por volta de 1850, a plantação de café substituiu a de cana-de-açúcar e cereais, tornando-se o produto de maior importância na economia local.
Em 1885, a chegada da ferrovia estimula o crescimento da cidade, que foi considerada a "Cidade Mais Limpa das Três Américas", além de ser a primeira no interior a ser servida por linhas de ônibus elétricos (trólebus). A Estrada de Ferro Araraquara foi fundada por um grupo de fazendeiros da região, liderados por Carlos Baptista de Magalhães, pai de Carlos Leôncio de Magalhães, ambos importantes proprietários de terras da cidade.

### Século XX
Em 1897, ocorre um episódio de coronelismo conhecido como Linchamento dos Britos. Este episódio influenciará na política local do início do século XX, além de gerar o "mito da serpente".
Na década de 1930, com a vitória no pleito municipal de Bento de Abreu Sampaio Vidal e seu grupo, o poder local passa a investir na construção de praças e do Museu Municipal e na arborização de ruas, visando a construir uma outra representação sobre a cidade, que não a veicule ao episódio do linchamento.
Fato notável é a visita de Jean-Paul Sartre à cidade em 1960 para promover uma conferência no antigo Instituto Isolado de Ensino Superior - Faculdade de Filosofia, Ciências e Letras, atualmente integrada à Universidade Estadual Paulista Júlio de Mesquita Filho. A conferência gerou uma publicação bilíngue pela Editora Universidade Estadual Paulista Júlio de Mesquita Filho, em 2005, chamada "Sartre no Brasil: a Conferência de Araraquara".

## Geografia
Araraquara está localizada sobre o Aquífero Guarani, em uma posição em que seu leito se encontra próximo à superfície. É responsável por entre 65% e 70% de toda a água utilizada no município.  No território do município, foi descoberto o dinossauro Farlowichnus rapidus da Formação Botucatu.
Está situada numa área integrante do planalto ocidental, planalto arenítico-basáltico, formado pelos derrames de lavas processadas durante o período triássico e jurássico com camadas intercaladas de arenitos da era mesozóica. Como consequência da estrutura geológica, o relevo é levemente ondulado. A topografia se apresenta com características tabulares, pouco onduladas, aplainadas pelo trabalho da rede hidrográfica, comandada pelo Rio Mogi-Guaçu e cursos d’água da bacia do Rio Tietê.
A vegetação primária do município era de floresta latifoliada tropical que apresentava diversas espécies como a peroba, o pau d’alho, a figueira branca, vegetação característica das áreas de solos Latosol Roxo. Também registra a presença do cerrado em grande parte do município.
A cidade possui dois distritos: Bueno de Andrada a noroeste do distrito-sede, e a Vila Xavier, este conurbado com o distrito-sede. O município possui uma área total de 1 006 quilômetros quadrados, sendo 77,37 quilômetros quadrados de área urbana. Destes, aproximadamente 39 quilômetros quadrados são relativos à área urbana consolidada. Atualmente, o município está conurbado com Américo Brasiliense , totalizando uma concentração populacional urbana com mais de 285.000 habitantes.
De acordo com a divisão do Instituto Brasileiro de Geografia e Estatística vigente desde 2017, Araraquara é um dos dezessete municípios da Região Imediata de Araraquara, e por sua vez, é uma das duas regiões que integram a Região Intermediária de Araraquara, com 26 cidades, que totalizavam uma população estimada de 1 133 061 habitantes em 2018.

### Clima
Devido à sua altitude e localização, o clima de Araraquara é subtropical úmido (Cwa, de acordo com a Classificação de Köppen-Geiger) com invernos secos e amenos e verões quentes e chuvosos. O mês relativamente mais seco é agosto, apresentando uma precipitação média de 22 mm, enquanto o mês mais chuvoso é janeiro, com 237 mm. A quantidade média de chuva é de 1352 mm. Fevereiro é o mês mais quente do ano, com uma temperatura máxima média de 28.1 °C, enquanto julho é o mês mais frio, com 10,2 °C.
| Dados climatológicos para Araraquara | Dados climatológicos para Araraquara | Dados climatológicos para Araraquara | Dados climatológicos para Araraquara | Dados climatológicos para Araraquara | Dados climatológicos para Araraquara | Dados climatológicos para Araraquara | Dados climatológicos para Araraquara | Dados climatológicos para Araraquara | Dados climatológicos para Araraquara | Dados climatológicos para Araraquara | Dados climatológicos para Araraquara | Dados climatológicos para Araraquara | Dados climatológicos para Araraquara |
| Mês                                  | Jan                                  | Fev                                  | Mar                                  | Abr                                  | Mai                                  | Jun                                  | Jul                                  | Ago                                  | Set                                  | Out                                  | Nov                                  | Dez                                  | Ano                                  |
| ------------------------------------ | ------------------------------------ | ------------------------------------ | ------------------------------------ | ------------------------------------ | ------------------------------------ | ------------------------------------ | ------------------------------------ | ------------------------------------ | ------------------------------------ | ------------------------------------ | ------------------------------------ | ------------------------------------ | ------------------------------------ |
| Temperatura máxima média (°C)        | 27,9                                 | 28,1                                 | 27,9                                 | 26,6                                 | 24,3                                 | 23,2                                 | 23,5                                 | 24,9                                 | 26,1                                 | 26,9                                 | 26,9                                 | 28                                   | 26,2                                 |
| Temperatura média (°C)               | 22,7                                 | 22,8                                 | 22,3                                 | 20,7                                 | 18,3                                 | 16,9                                 | 16,8                                 | 18,5                                 | 20                                   | 21,3                                 | 21,9                                 | 22,4                                 | 20,4                                 |
| Temperatura mínima média (°C)        | 17,6                                 | 17,5                                 | 16,8                                 | 14,9                                 | 12,4                                 | 10,7                                 | 10,2                                 | 12,1                                 | 14                                   | 15,7                                 | 17                                   | 16,8                                 | 14,6                                 |
| Precipitação (mm)                    | 237                                  | 209                                  | 160                                  | 55                                   | 44                                   | 36                                   | 24                                   | 22                                   | 51                                   | 128                                  | 158                                  | 228                                  | 1 352                                |
| Fonte: Climate-Data.org              |                                      |                                      |                                      |                                      |                                      |                                      |                                      |                                      |                                      |                                      |                                      |                                      |                                      |

| Dados climatológicos para Araraquara (Bueno de Andrada) | Dados climatológicos para Araraquara (Bueno de Andrada) | Dados climatológicos para Araraquara (Bueno de Andrada) | Dados climatológicos para Araraquara (Bueno de Andrada) | Dados climatológicos para Araraquara (Bueno de Andrada) | Dados climatológicos para Araraquara (Bueno de Andrada) | Dados climatológicos para Araraquara (Bueno de Andrada) | Dados climatológicos para Araraquara (Bueno de Andrada) | Dados climatológicos para Araraquara (Bueno de Andrada) | Dados climatológicos para Araraquara (Bueno de Andrada) | Dados climatológicos para Araraquara (Bueno de Andrada) | Dados climatológicos para Araraquara (Bueno de Andrada) | Dados climatológicos para Araraquara (Bueno de Andrada) | Dados climatológicos para Araraquara (Bueno de Andrada) |
| Mês                                                     | Jan                                                     | Fev                                                     | Mar                                                     | Abr                                                     | Mai                                                     | Jun                                                     | Jul                                                     | Ago                                                     | Set                                                     | Out                                                     | Nov                                                     | Dez                                                     | Ano                                                     |
| ------------------------------------------------------- | ------------------------------------------------------- | ------------------------------------------------------- | ------------------------------------------------------- | ------------------------------------------------------- | ------------------------------------------------------- | ------------------------------------------------------- | ------------------------------------------------------- | ------------------------------------------------------- | ------------------------------------------------------- | ------------------------------------------------------- | ------------------------------------------------------- | ------------------------------------------------------- | ------------------------------------------------------- |
| Temperatura máxima média (°C)                           | 28,1                                                    | 28,2                                                    | 28                                                      | 26,8                                                    | 24,6                                                    | 23,5                                                    | 23,9                                                    | 25,3                                                    | 26,4                                                    | 27,1                                                    | 27,1                                                    | 28,2                                                    | 26,4                                                    |
| Temperatura média (°C)                                  | 22,8                                                    | 22,8                                                    | 22,4                                                    | 20,9                                                    | 18,6                                                    | 17,1                                                    | 17,1                                                    | 18,7                                                    | 20,2                                                    | 21,4                                                    | 22,1                                                    | 22,5                                                    | 20,5                                                    |
| Temperatura mínima média (°C)                           | 17,6                                                    | 17,5                                                    | 16,9                                                    | 15                                                      | 12,6                                                    | 10,8                                                    | 10,3                                                    | 12,2                                                    | 14,1                                                    | 15,8                                                    | 17,1                                                    | 16,8                                                    | 14,7                                                    |
| Precipitação (mm)                                       | 241                                                     | 217                                                     | 161                                                     | 54                                                      | 42                                                      | 32                                                      | 23                                                      | 20                                                      | 49                                                      | 125                                                     | 157                                                     | 223                                                     | 1 344                                                   |
| Fonte: Climate-Data.org                                 |                                                         |                                                         |                                                         |                                                         |                                                         |                                                         |                                                         |                                                         |                                                         |                                                         |                                                         |                                                         |                                                         |

| Dados climatológicos para Araraquara (Vila Xavier) | Dados climatológicos para Araraquara (Vila Xavier) | Dados climatológicos para Araraquara (Vila Xavier) | Dados climatológicos para Araraquara (Vila Xavier) | Dados climatológicos para Araraquara (Vila Xavier) | Dados climatológicos para Araraquara (Vila Xavier) | Dados climatológicos para Araraquara (Vila Xavier) | Dados climatológicos para Araraquara (Vila Xavier) | Dados climatológicos para Araraquara (Vila Xavier) | Dados climatológicos para Araraquara (Vila Xavier) | Dados climatológicos para Araraquara (Vila Xavier) | Dados climatológicos para Araraquara (Vila Xavier) | Dados climatológicos para Araraquara (Vila Xavier) | Dados climatológicos para Araraquara (Vila Xavier) |
| Mês                                                | Jan                                                | Fev                                                | Mar                                                | Abr                                                | Mai                                                | Jun                                                | Jul                                                | Ago                                                | Set                                                | Out                                                | Nov                                                | Dez                                                | Ano                                                |
| -------------------------------------------------- | -------------------------------------------------- | -------------------------------------------------- | -------------------------------------------------- | -------------------------------------------------- | -------------------------------------------------- | -------------------------------------------------- | -------------------------------------------------- | -------------------------------------------------- | -------------------------------------------------- | -------------------------------------------------- | -------------------------------------------------- | -------------------------------------------------- | -------------------------------------------------- |
| Temperatura máxima média (°C)                      | 27,8                                               | 28                                                 | 27,8                                               | 26,4                                               | 24,2                                               | 23,1                                               | 23,4                                               | 24,8                                               | 26                                                 | 26,8                                               | 26,8                                               | 27,8                                               | 26,1                                               |
| Temperatura média (°C)                             | 22,8                                               | 22,8                                               | 22,4                                               | 20,9                                               | 18,6                                               | 17,1                                               | 17,1                                               | 18,7                                               | 20,2                                               | 21,4                                               | 22,1                                               | 22,5                                               | 20,5                                               |
| Temperatura mínima média (°C)                      | 17,5                                               | 17,4                                               | 16,8                                               | 14,8                                               | 12,3                                               | 10,6                                               | 10,1                                               | 12                                                 | 14                                                 | 15,6                                               | 17                                                 | 16,6                                               | 14,6                                               |
| Precipitação (mm)                                  | 237                                                | 209                                                | 162                                                | 54                                                 | 44                                                 | 35                                                 | 24                                                 | 22                                                 | 52                                                 | 129                                                | 159                                                | 229                                                | 1 356                                              |
| Fonte: Climate-Data.org                            |                                                    |                                                    |                                                    |                                                    |                                                    |                                                    |                                                    |                                                    |                                                    |                                                    |                                                    |                                                    |                                                    |

### Hidrografia
- Ribeirão das Anhumas
- Ribeirão das Cabaceiras
- Ribeirão das Cruzes
- Ribeirão do Ouro
- Rio Chibarro

Bacia hidrográfica
- Rio Moji-Guaçu
- Rio Jacaré-Guaçu

## Demografia

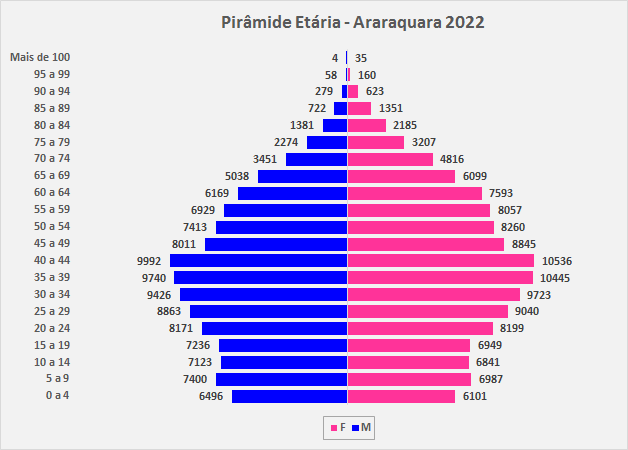
Pirâmide etária do município de Araraquara, Censo IBGE 2022.

Segundo o Censo de 2022 do Instituto Brasileiro de Geografia e Estatística (IBGE) com data de referência de 1º de agosto de 2022, a população de Araraquara era de 242.228 habitantes, sendo o 34º mais populoso do estado e apresentando uma densidade populacional de 241,35 habitantes por quilômetro quadrado.
Segundo o Censo de 2022, 116 176 (47,96%) habitantes eram homens e 126 052 (52,03%) habitantes eram mulheres. Com relação à idade, 40 948 são crianças entre 0 e 14 anos (16,90%) e 31 683 (13,07%) são idosos com mais de 65 anos.
Conforme dados por setores censitários, 238 618 habitantes viviam na zona urbana e 3 610 na zona rural.
O Índice de Desenvolvimento Humano Municipal (IDH-M) de Araraquara, considerado elevado pelo Programa das Nações Unidas para o Desenvolvimento (PNUD), em 2010 era de 0,815, sendo o 14° maior do Brasil, empatada com Santo André. Sendo o índice da longevidade de 0,877; renda de 0,788; e educação o índice era de 0,782.
O coeficiente de Gini, que mede a desigualdade social, em 2003 foi de 0,42, sendo que 1,00 é o pior número e 0,00 é o melhor. A incidência da pobreza, medida pelo IBGE, foi de 9,92% e a incidência da pobreza subjetiva é de 7,64%.
Em 2024 foi realizado o Censo Regionalizado da População em Situação de Rua, organizado pelo Consórcio Intermunicipal da Região Central (CONCEN), em dez municípios da Região Central de São Paulo, onde foram contabilizadas 168 pessoas em situação de rua em Araraquara.

### Evolução populacional
Evolução populacional de Araraquara, compilada de censos e estimativas.

### Cor ou raça
No Censo de 2022 foram recenseadas 146 pessoas que se declararam indígena, o que representa 0,06% da população total do município. Na mesma pesquisa não foram encontradas pessoas declaradas quilombolas e 14 pessoas não informaram cor ou raça.
Os setores censitários 350320805000445 e 350320805000389, revelam contrastes marcantes na composição étnico-racial e, por consequência, nas condições socioeconômicas de seus moradores. No setor 350320805000445, onde se localiza o conjunto habitacional popular Residencial dos Oitis — condomínio vertical do Minha Casa, Minha Vida — vivem 619 pessoas, sendo a maioria parda (52,18%), seguida por branca (26,17%) e preta (21,65%). Já no setor 350320805000389, que compreende o condomínio fechado de alto padrão Damha I, com 677 moradores, a população é majoritariamente branca (97,19%), com presença quase inexistente de pardos (1,18%) e amarelos (1,48%), sem registros de moradores pretos ou indígenas.
|                | Censo 2000  | Censo 2010  | Censo 2022  |
| Etnia          | Porcentagem | Porcentagem | Porcentagem |
| -------------- | ----------- | ----------- | ----------- |
| Brancos        | 80,06%      | 71,84%      | 64,93%      |
| Pardos         | 13,89%      | 21,33%      | 26,39%      |
| Pretos         | 4,80%       | 5,71%       | 7,91%       |
| Amarelos       | 0,70%       | 1,02%       | 0,71%       |
| Indígenas      | 0,15%       | 0,10%       | 0,06%       |
| Sem declaração | 0,55%       | N/A         | 0,01%       |

### Religião

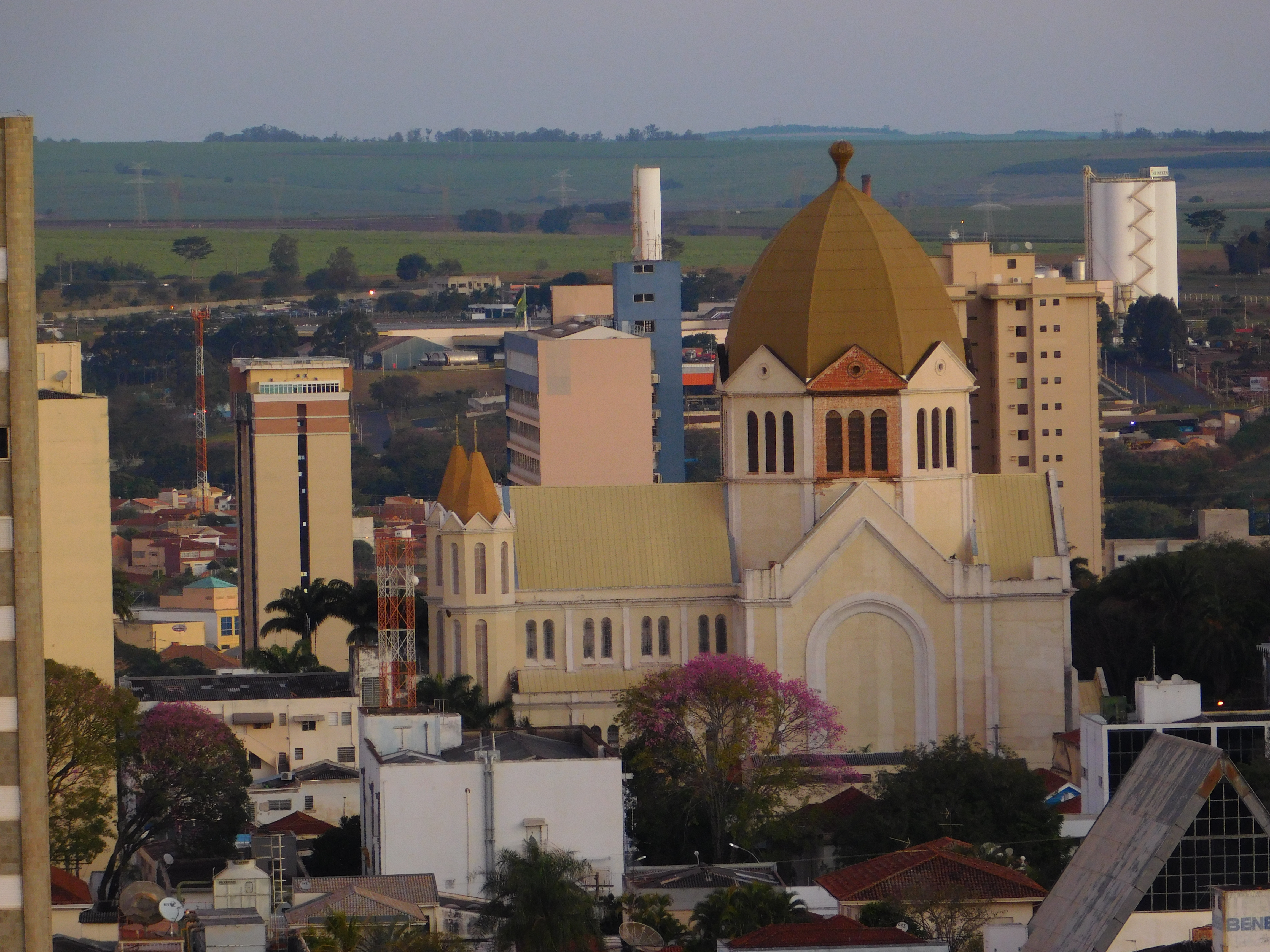
Matriz São Bento (Basílica Menor).

O município de Araraquara está localizado no maior país católico do mundo em números absolutos. O município, pela Igreja Católica, que teve seu estatuto jurídico reconhecido pelo governo federal em outubro de 2009, e pertence e é sede do Vicariato São Bento ainda que o Brasil seja atualmente um Estado oficialmente laico.
De acordo com dados do Censo de 2022, realizado pelo Instituto Brasileiro de Geografia e Estatística, a população de Araraquara é composta por: católicos romanos (55,21%), evangélicos (23,43%), pessoas sem religião (8,58%), espíritas (5,64%), umbanda e candomblé (2,26%), tradições indígenas (0,05%) e 4,72% estão divididas entre outras religiosidades. 0,05% não sabem e 0,05% não declararam resposta.
Em comparação com o Censo de 2010, houve queda de 6,69 pontos percentuais entre católicos, crescimento dos evangélicos em 3,43 p.p e sem religião em 1,91. Destaque para religiões de matriz africana e indígenas que ganharam adeptos no último Censo.
Tal como a variedade cultural em Araraquara, são diversas as manifestações religiosas presentes na cidade. Embora tenha se desenvolvido sobre uma matriz social eminentemente católica, é possível encontrar atualmente na cidade dezenas de denominações protestantes diferentes, assim como religiões de matriz africana e orientais.

## Política

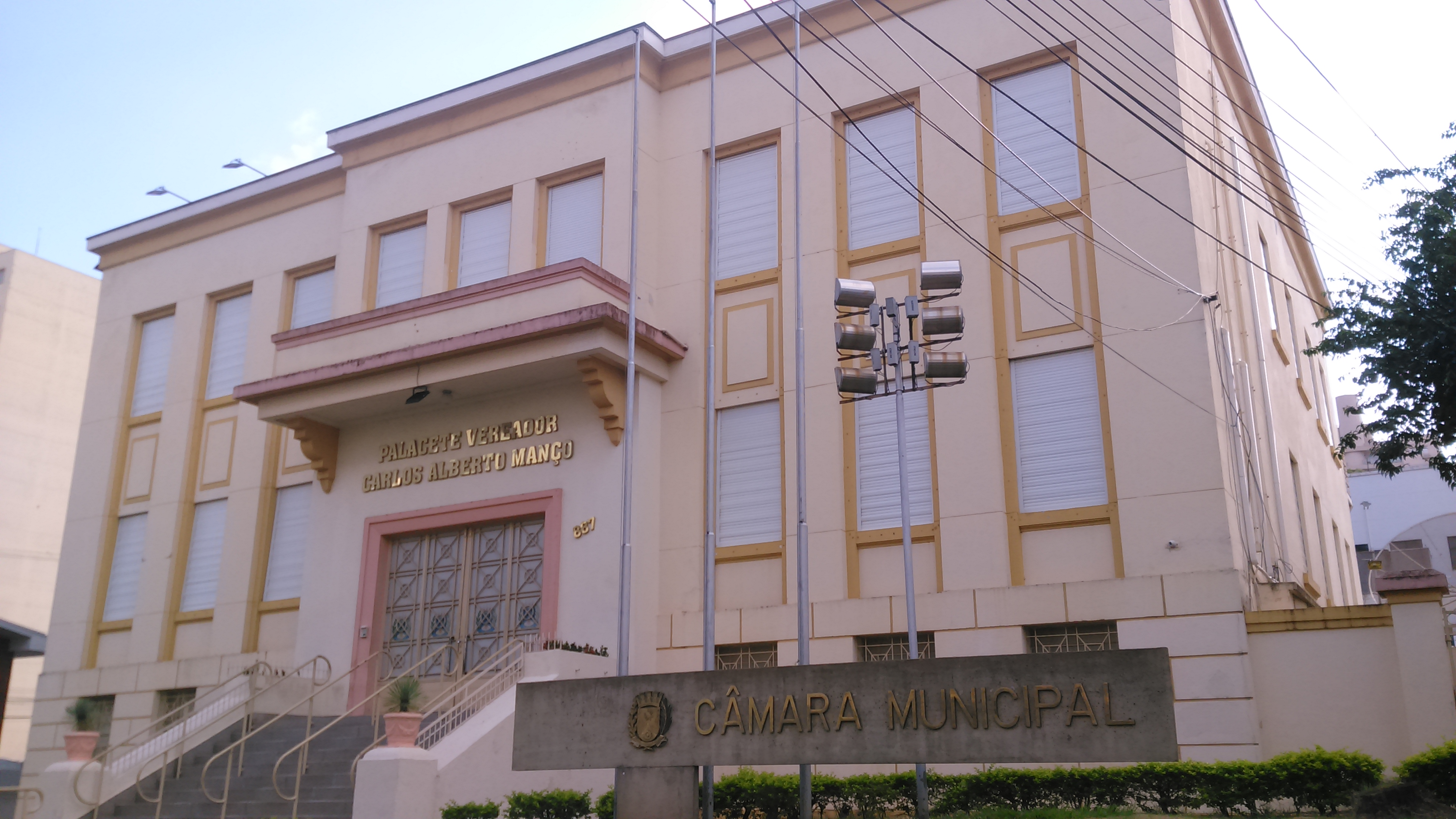
Câmara Municipal de Araraquara.

### Poder executivo
Atualmente (2025-presente), o prefeito da cidade é Luis Claudio Lapena Barreto (PL) e a vice-prefeita é Lucimeire de Fátima Laurindo (Republicanos). A administração pública está organizada em 17 secretarias, além da Procuradoria Geral, Chefia de Gabinete e Ombudsman. O município também mantém autarquias, fundações e empresas públicas, que são: Departamento Autônomo de Água e Esgoto (DAAE), Morada do Sol Turismo e Eventos, Fundo Social de Solidariedade, FunGota, Fundesport e Fundart. Ainda mantém a massa falida da Companhia Tróleibus Araraquara (CTA).

### Poder legislativo
O Poder Legislativo é representado pela Câmara Municipal, atualmente composta por 18 vereadores, com mandato de 4 anos. Cabe aos vereadores, especialmente, fiscalizar o orçamento do município, elaborar projetos de lei fundamentais à administração, votar propostas do Executivo e fazer requerimentos e indicações em benefício da comunidade. A presidência da câmara municipal é bienal, a cada dois anos os vereadores elegem, entre si, seu representante. O atual presidente da Câmara Municipal de Araraquara para o biênio 2025-2026 é o vereador Rafael de Angeli (Republicanos).

## Economia

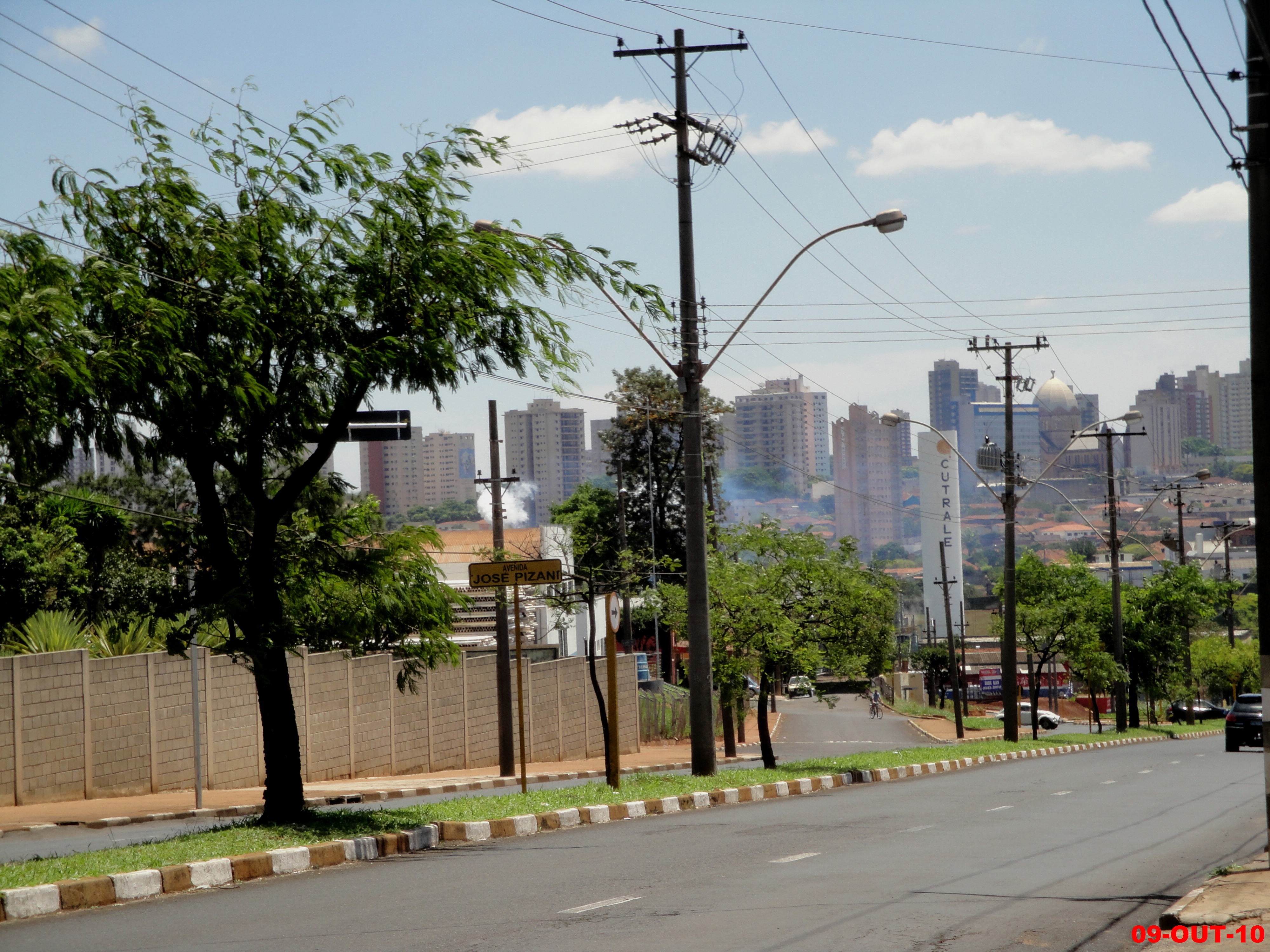
Fábrica da Cutrale.

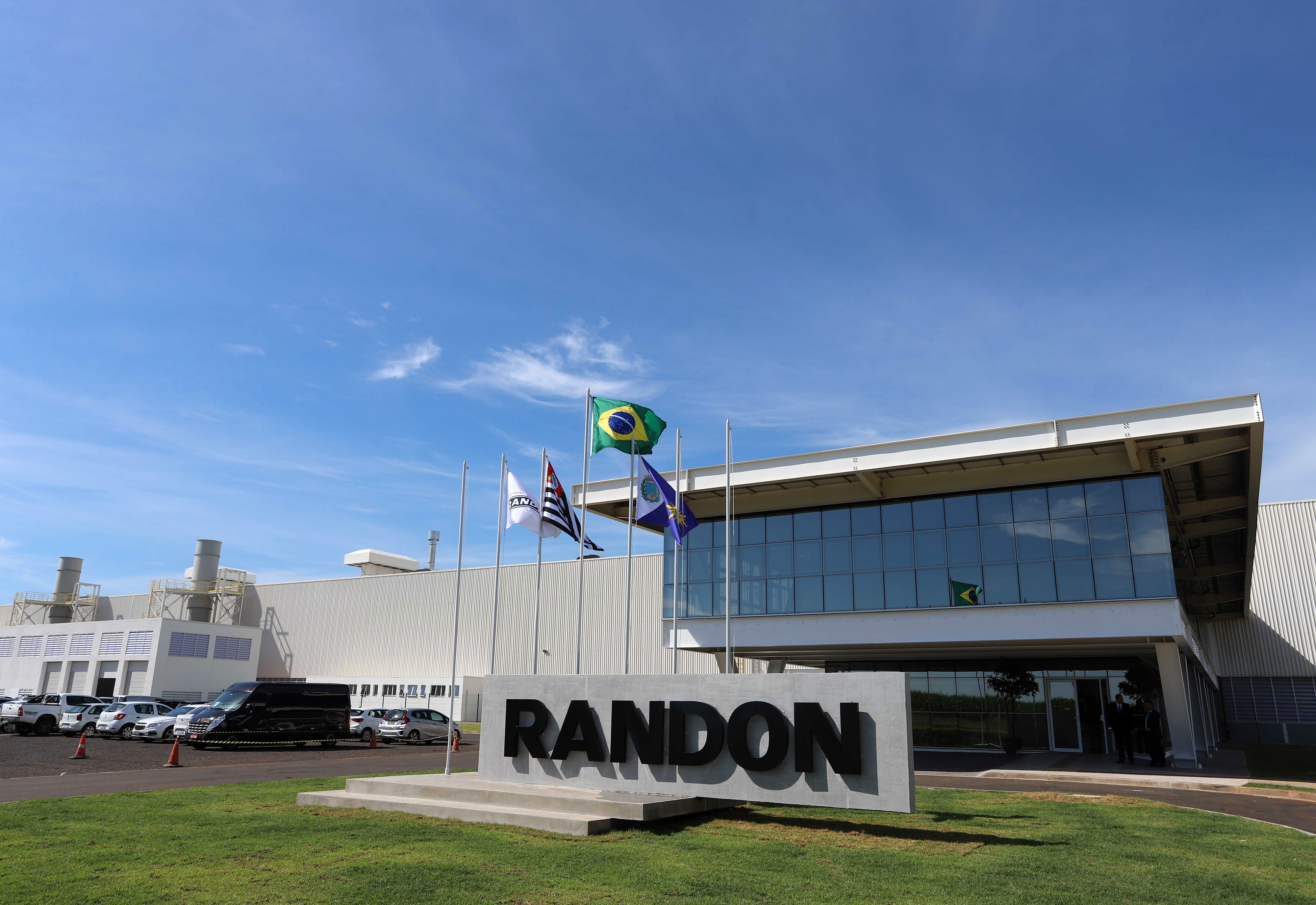
Fábrica da Randon.

Araraquara está entre as cidades mais desenvolvidas do Brasil em termos de qualidade de vida, emprego e renda, saúde e educação, com base no índice FIRJAN. Em 2020, seu PIB foi estimado pelo IBGE em 10.680.813 mil reais, enquanto seu PIB per capita em 44.813,53 reais.
Araraquara é um polo logístico, com sua história ligada à ferrovia, ao café, à cana-de-açúcar (com destaque para as Usinas Tamoio e Zanin, pertencentes à Raízen) e à  Cutrale., maior produtora e exportadora de suco de laranja no Brasil.
A indústria téxtil também se faz presente, com a sede da empresa de meias, uniformes e roupas íntimas Lupo.
A cidade também visa se afirmar no mercado como um polo cervejeiro, tendo uma fábrica da neerlandesa Heineken em funcionamento e a construção da espanhola Estrella Galicia em andamento.
No comércio varejista destacam-se o Boulevard do Comércio na Rua Nove de Julho (Rua 2), a Rua São Bento (Rua 3) e as avenidas e ruas próximas no Centro da cidade, além da Avenida Maria Antônia Camargo de Oliveira (Via Expressa). Além da grande quantidade de lojas varejistas na região central, os bairros vem notadamente desenvolvendo seus próprios corredores produtivos e comerciais em importantes artérias de suas localidades, que muitas vezes suprem as necessidades da população, evitando seu deslocamento até a região central.

### Shopping Centers

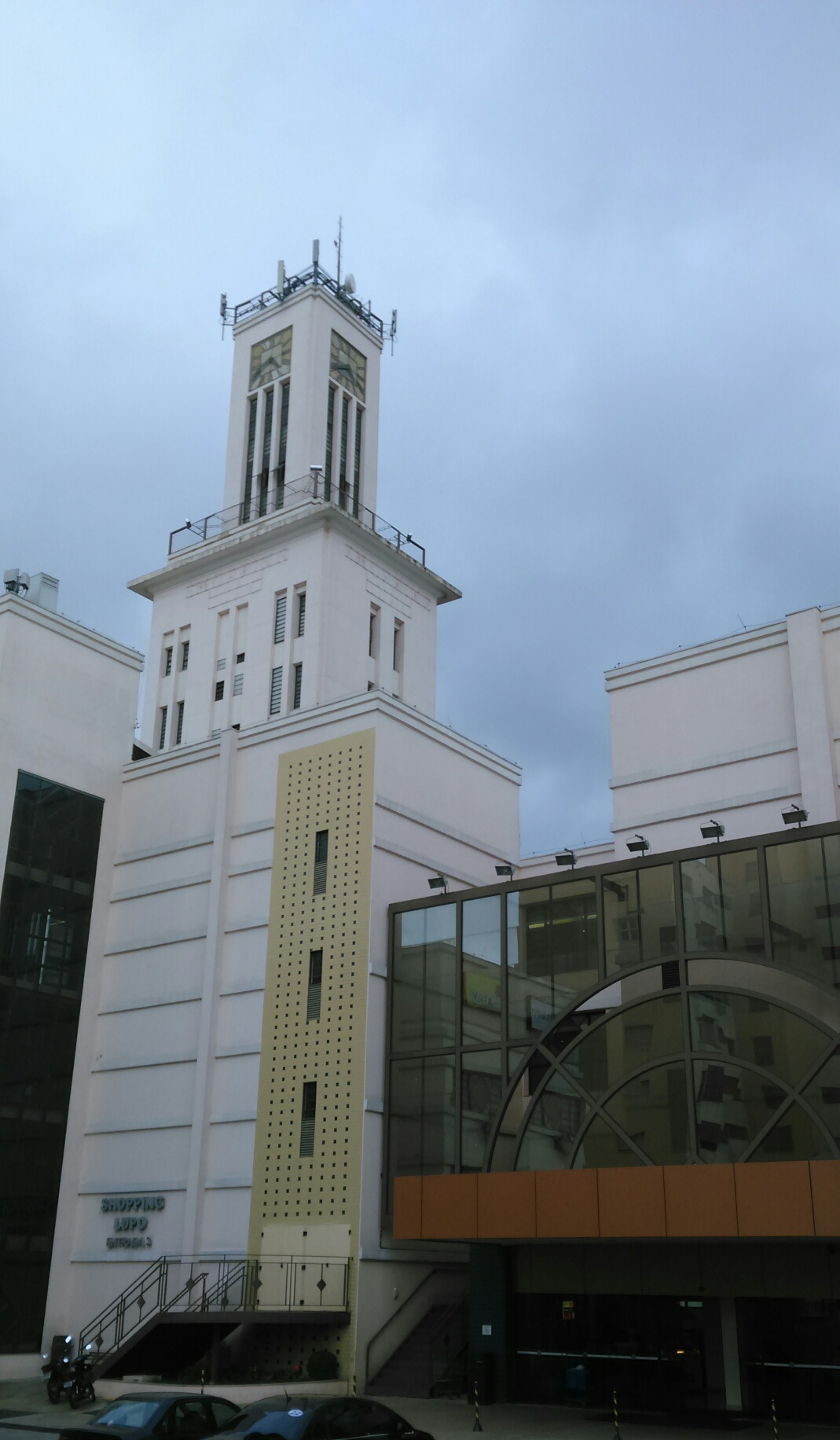
Shopping Lupo.

No setor de Shopping Centers, Araraquara se mostra como a mais forte da Região Geográfica Imediata de Araraquara, contando, atualmente, com duas instalações em funcionamento:
- Shopping Jaraguá Araraquara - localizado na região oeste da cidade à 2 km da Rodovia Washington Luís, com mais de 190 lojas em operação, é o mais completos Shopping Center da Região Administrativa Central. Possui lojas de departamento, vestuário, supermercado, pet shop, espaços para exposições, cinema e uma praça de alimentação com cerca de 30 estabelecimentos,[63] além de estar prestes a inaugurar dois dos mais importantes restaurantes da atualidade, Coco Bambu e Outback.
- Shopping Lupo - localizado no Centro de Araraquara, integrado ao Boulervard do Comércio, ocupa o antigo prédio da Fábrica de Meias Lupo, que foi totalmente adequado para abrigar o centro comercial, conta com cerca de 40 lojas. Tem como atração o relógio, que por décadas foi a referência da hora certa para os araraquarenses e três salas de Cinema.[64]

#### Shoppings desativados e empreendimentos futuros
- Tropical Shopping - foi o principal Shopping Center de Araraquara durante as décadas de 80 e 90, porém foi abandonado e saqueado, atualmente se encontra com sua estrutura deteriorada. Houve tentativas de aquisição da área nas últimas décadas,[65] mas sem êxito. Em 2023 foi aberto um pedido de apropriação do imóvel pela Prefeitura Municipal, com base no estatuto do abandono.[66]
- CEAR - Houve, em 2013, especulação de um novo Shopping Center a ser construído na região do Centro de Eventos de Araraquara e Região (CEAR).[67] Porém sem previsão de construção e inauguração, pois dependia do fim das operações da Rumo Logística no local.[56] No dia 15 de agosto de 2023, foi assinada a concessão do complexo da Arena da Fonte, que inclui as áreas do CEAR e do Gigantão. A concessão de 35 anos para a iniciativa privada pretende modernizar os espaços, transformar o Estádio em Arena Multiuso para shows e eventos, construir um teatro, um centro permanente de exposições (strip center) e trazer grandes eventos para a cidade.[68][69]
- Outlet D'Arara - Em agosto de 2020 o prefeito de Araraquara, Edinho Silva, anunciou junto ao fundo americano M10 Outlet Mall a construção de um Outlet na cidade, com inauguração prevista para 2024.[70]

## Infraestrutura

### Saúde
A mortalidade infantil (mortalidade de crianças com menos de um ano de idade) no município passou de 16,8 por mil nascidos vivos, em 2000, para 10,2 por mil nascidos vivos, em 2010. Em 1991, a taxa era de 22,7. A esperança de vida ao nascer é o indicador utilizado para compor a dimensão Longevidade do Índice de Desenvolvimento Humano Municipal (IDH-M). No município, a esperança de vida ao nascer cresceu 4,0 anos na última década, passando de 73,6 anos, em 2000, para 77,6 anos, em 2010. Em 1991, era de 70,1 anos.
| Longevidade, Mortalidade e Fecundidade                   | 1991 | 2000 | 2010 |
| -------------------------------------------------------- | ---- | ---- | ---- |
| Esperança de vida ao nascer (em anos)                    | 70,1 | 73,6 | 77,6 |
| Mortalidade até 1 ano de idade (por mil nascidos vivos)  | 22,7 | 16,8 | 10,2 |
| Mortalidade até 5 anos de idade (por mil nascidos vivos) | 25,7 | 19,6 | 11,9 |
| Taxa de fecundidade total (filhos por mulher)            | 2,4  | 2,4  | 1,8  |

Araraquara possui dois hospitais gerais: a Santa Casa de Misericórdia atuando com pacientes do Sistema Único de Saúde e convênio e o Hospital São Paulo - Unimed, atendendo exclusivamente a convênio. A cidade também possui a Maternidade Gota de Leite atendendo exclusivamente ao SUS. O serviço de hemodiálise realizado no município encontra-se instalado no Hospital Cana-Sol. Possuí também o Hospital Psiquiátrico Cairbar Schutel que atende pacientes do SUS e de toda microrregião de Araraquara.
O Hospital da Beneficência Portuguesa, que ocupa um edifício histórico, estava fechado desde a saída da BENEMED, foi adquirido em 2017 pelo Grupo São Francisco e reaberto como hospital particular.

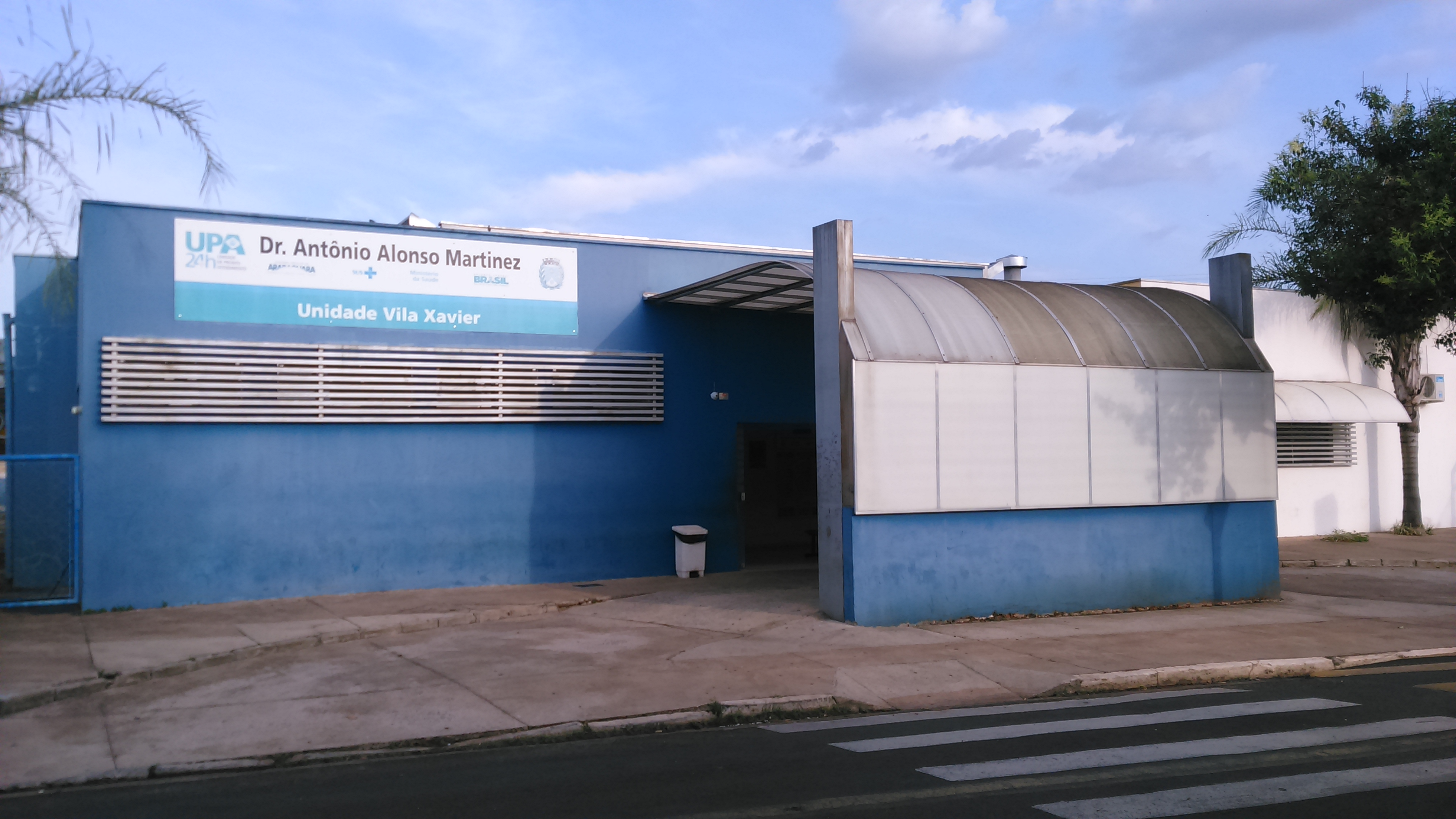
Fachada da UPA Vila Xavier.

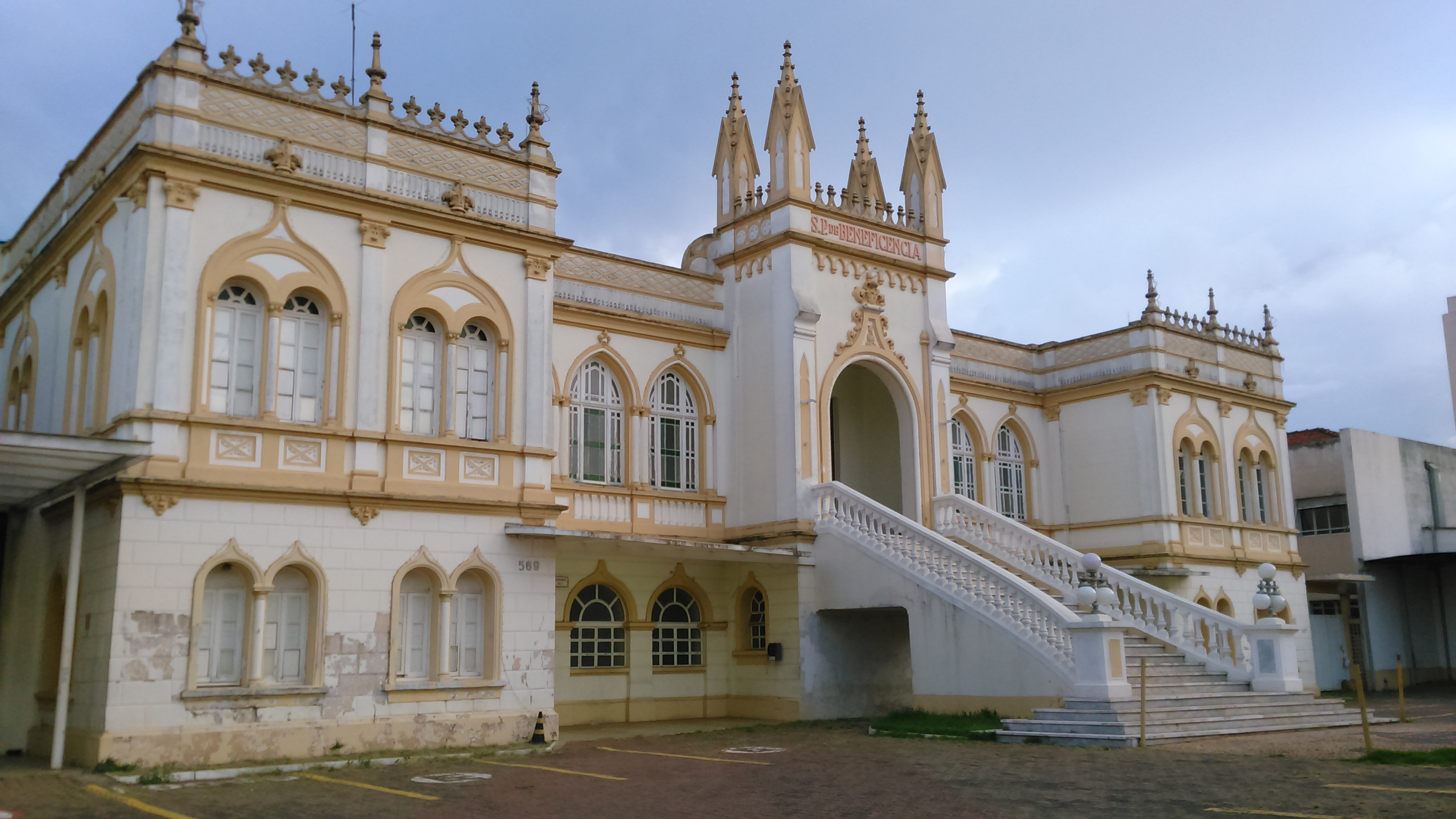
Hospital da Beneficência Portuguesa de Araraquara.

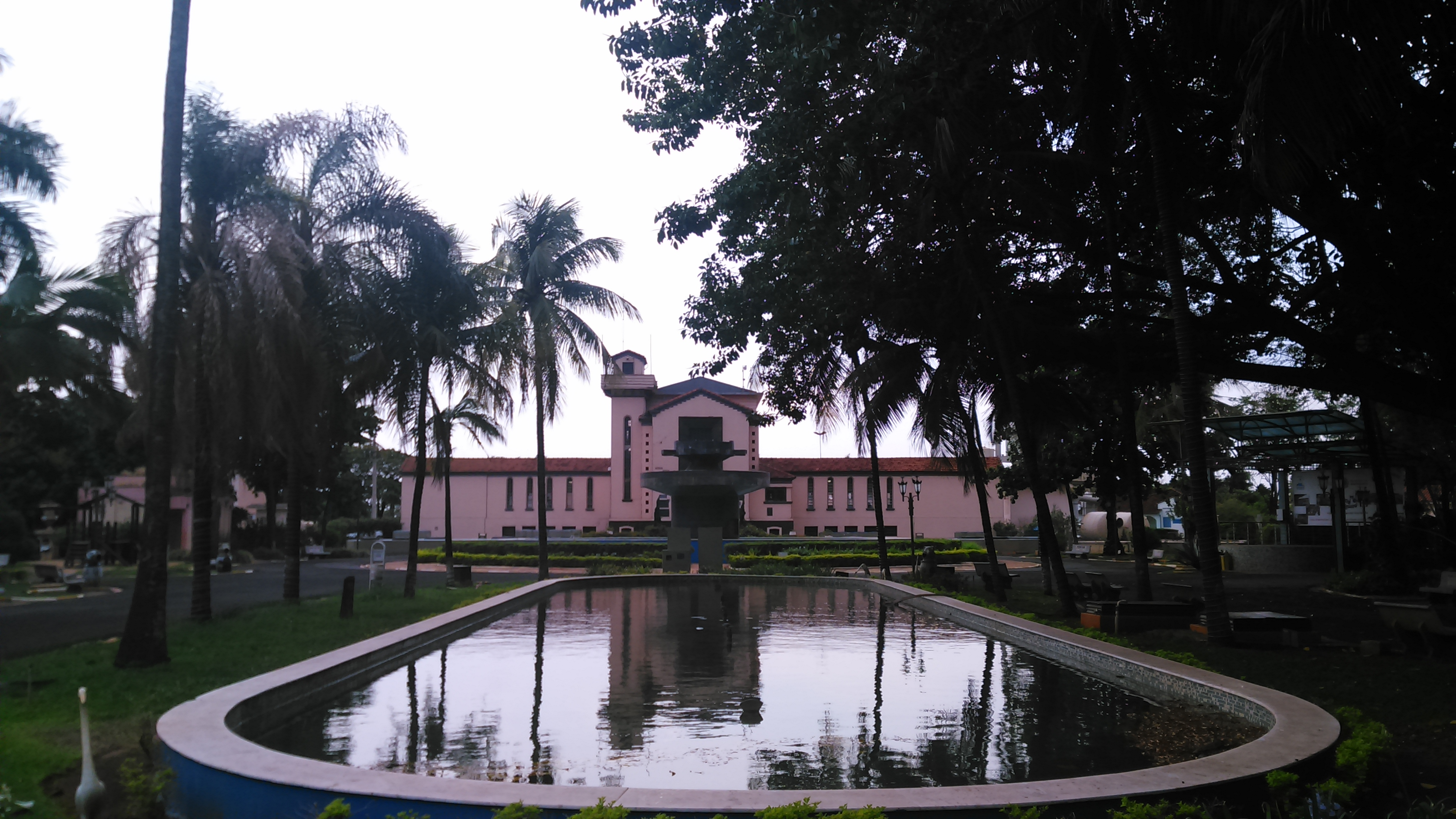
Vista do DAAE Departamento Autônomo de Água e Esgotos.

Araraquara conta com três Unidades de Pronto Atendimento (UPA): Vila Xavier "Dr. Antônio Alonso Martinez", Central "Amélia Bernardini Cutrale" e Valle Verde "Nefália de Oliveira Lauar".
A atenção básica em saúde é territorializada e composta por 34 unidades básicas de saúde, sendo 24 Estratégia Saúde da Família (ESF) e 10 Centro Municipal de Saúde (CMS).
Na atenção especializada possui o Núcleo de Gestão Assistencial (NGA-3), o Centro de Referência do Idoso (CRIA), o Ambulatório de Atenção à Saúde Integral da Mulher, a Unidade de Métodos e Diagnósticos (UMED), o Centro de Referência em Saúde do Trabalhador (CEREST) e o Centro Especializado em Reabilitação.
Com relação à saúde mental, Araraquara possui um CAPS II, um CAPS-AD, um Centro de Referência de Saúde Mental do Adulto de Araraquara (CRASMA-A), o Centro Municipal de Referência do Autismo, além do Espaço Crescer e o Centro de Referência do Jovem e do Adolescente, que juntos compõe uma estrutura semelhante ao CAPSi.
O Serviço Especial de Saúde de Araraquara - SESA, foi criado pelo Governo do Estado de São Paulo, em 1947, para exercer dentro dos limites do município de Araraquara, as funções de Unidade Sanitária, simultaneamente com as de Centro de Aprendizado da Faculdade de Saúde Pública da USP. Foi transferido para a Universidade de São Paulo, como Instituto Complementar da mesma, pela Lei 4846, de 4 de setembro de 1958, estando subordinado diretamente à Faculdade de Saúde Pública. Consolidou-se como campo de estágio aos alunos do curso de Saúde Pública.
O Centro de Testagem e Aconselhamento (CTA) são serviços de saúde que realizam ações de diagnóstico e prevenção de doenças sexualmente transmissíveis. Nesses serviços, é possível realizar testes para HIV, sífilis e hepatites B e C gratuitamente. Todos os testes são realizados de acordo com a norma definida pelo Ministério da Saúde e com produtos registrados na Agência Nacional de Vigilância Sanitária (Anvisa) e por ela controlados. O atendimento nesses centros é inteiramente sigiloso e oferece a quem realiza o teste a possibilidade de ser acompanhado por uma equipe de profissionais de saúde que a orientará sobre resultado final do exame, independente dele ser positivo ou negativo. Quando os resultados são positivos, o CTA é responsável por encaminhar as pessoas para tratamento nos serviços de referência.

### Educação

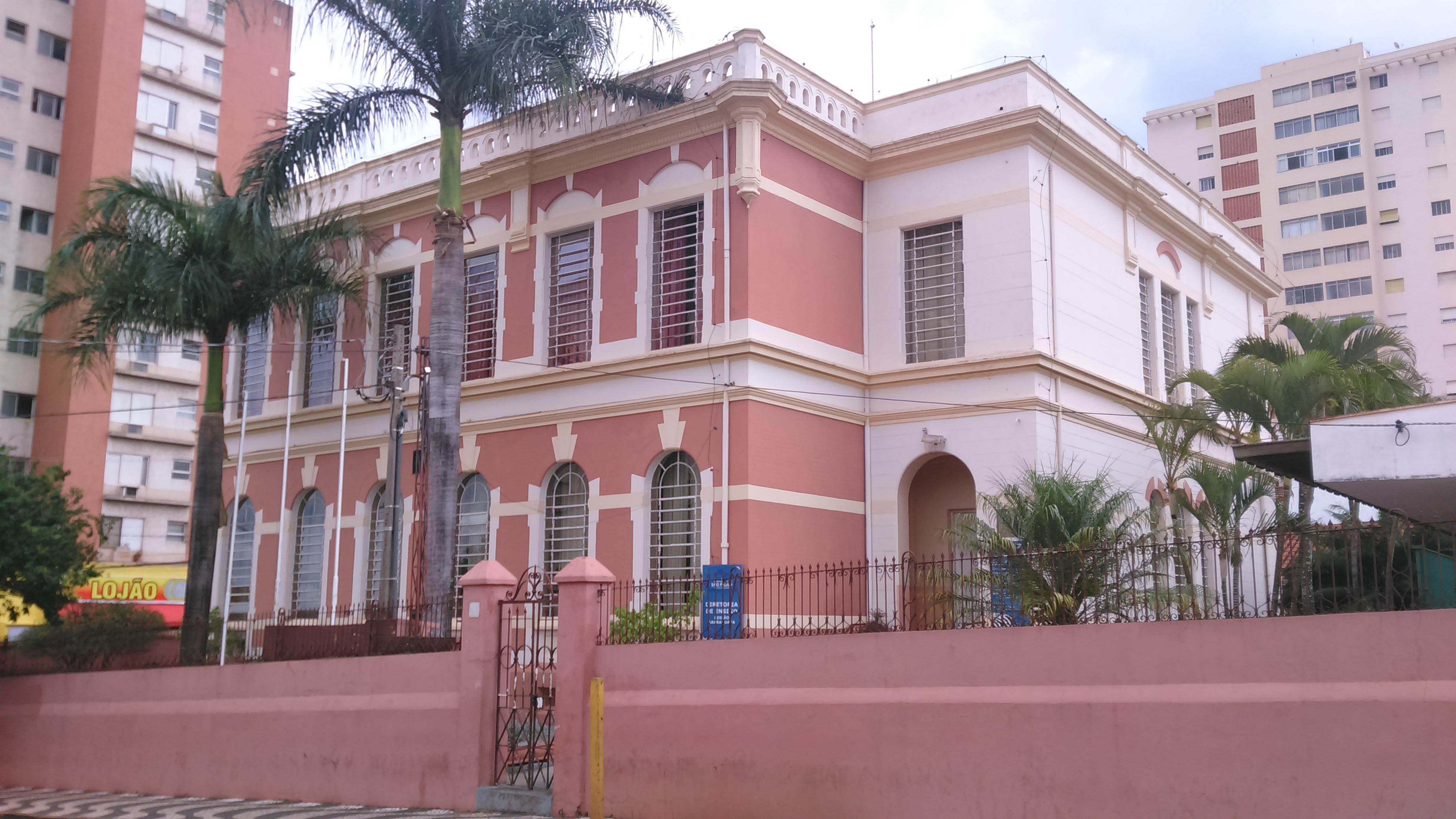
Diretoria de Ensino.

Segundo o Censo IBGE 2022, 97,62% das pessoas com 15 anos ou mais residentes no municipío são alfabetizadas, estando acima da média estadual e nacional de 96,89% e 93% respectivamente, ocupando a posição 169 no ranking municipal de alfabetização.
A cidade é sede da Diretoria Regional de Ensino e Educação que centraliza a coordenação da Educação do município e de 9 cidades vizinhas (Américo Brasiliense, Boa Esperança do Sul, Gavião Peixoto, Matão, Motuca, Nova Europa, Rincão, Santa Lúcia e Trabiju)
A rede de ensino público instalada no município é composta por 83 unidades escolares, distribuídas entre as modalidades de ensino Infantil, Fundamental e Médio. A rede municipal de ensino conta com 37 Centros de Educação e Recreação - Creche (C.E.R.), 11 Escolas Municipal de Ensino Fundamental (E.M.E.F.) e 3 unidades que acumulam os serviços de C.E.R. e E.M.E.F., totalizando 51 unidades.
A rede estadual de ensino é composta por 31 escolas, sendo 30 Escolas Estaduais (E.E.) administradas pela Secretaria Estadual de Educação e 1 Escola Técnica Estadual (E.T.E.C.) administrada pela Secretaria de Ciência e Tecnologia. A rede federal tem uma unidade do Instituto Federal São Paulo (I.F.S.P.) que oferece a opção do ensino médio integrado a curso técnico.
A cidade é um polo de ensino superior no interior do estado, contando com a Universidade Estadual Paulista "Júlio de Mesquita Filho" (UNESP), que é distribuída em três faculdades e um instituto: Faculdade de Ciências e Letras (FCL), Faculdade de Ciências Farmacêuticas (FCF), Faculdade de Odontologia (FO) e Instituto de Química (IQ).
O Instituto Federal de São Paulo (IFSP) e a Faculdade de Tecnologia do Estado de São Paulo (FATEC) também ofertam cursos superiores no município.
A cidade também possui instituições de ensino superior privadas: Universidade de Araraquara (UNIARA), Universidade Paulista (UNIP), Anhanguera, Faculdades Logatti e a Faculdade de Araraquara (FARA) que pertence ao Grupo UNIESP.

### Transportes

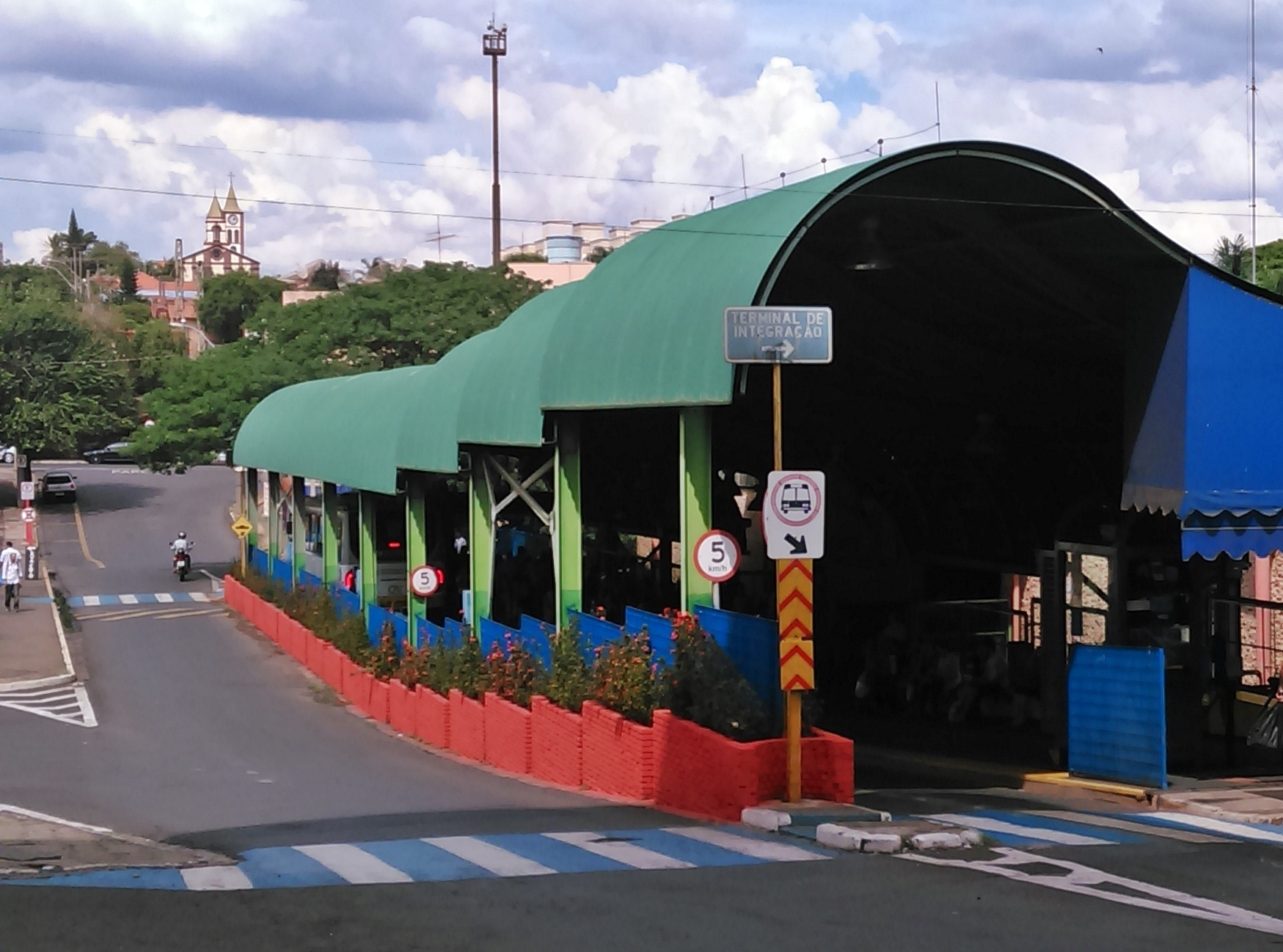
Terminal de integração.

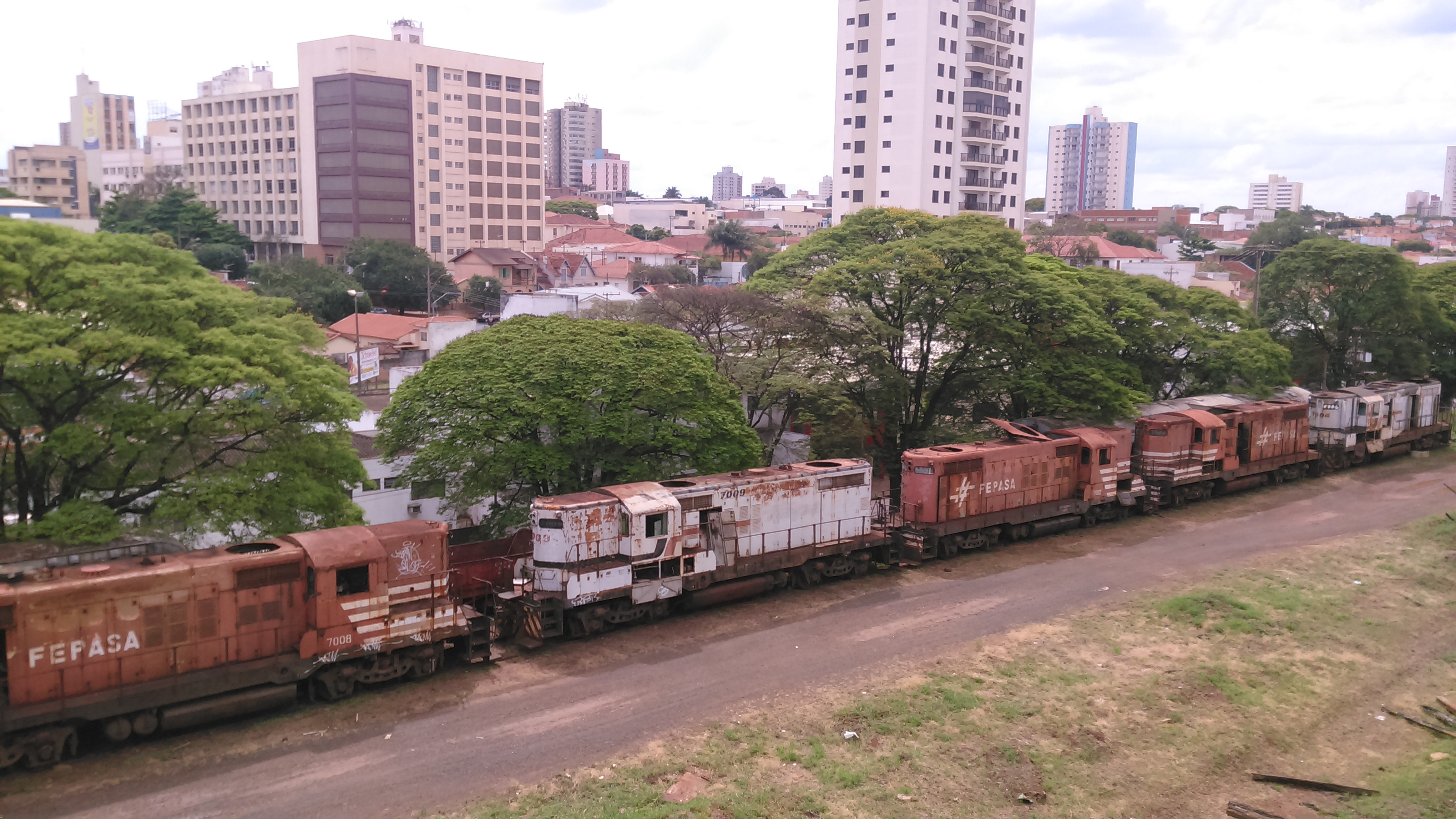
Estação de Araraquara.

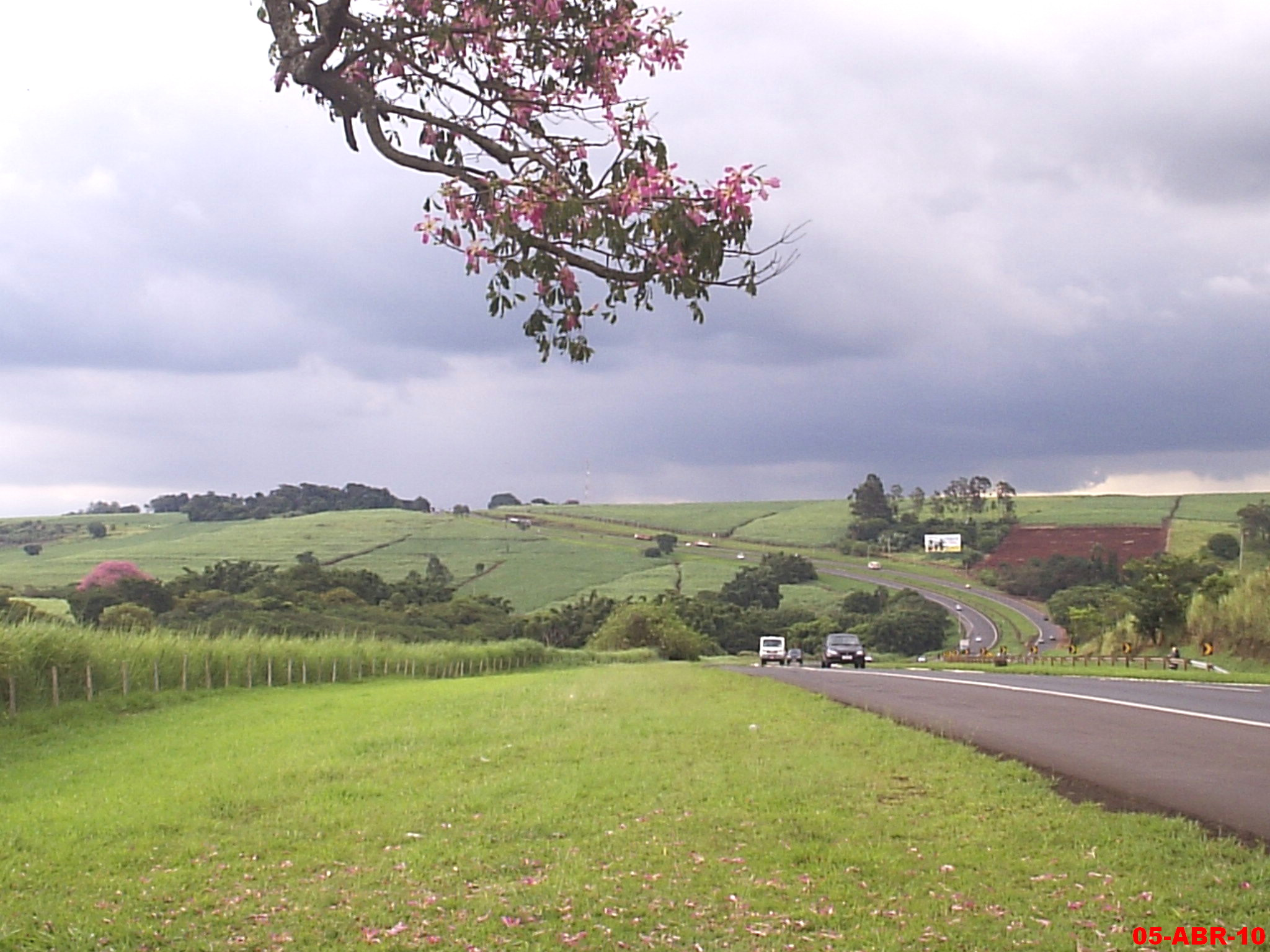
Descida do Chibaro, Rodovia Washington Luiz (SP-310).

Desde dezembro de 2013, o aeroporto Estadual de Araraquara Bartolomeu de Gusmão passou a contar com as operações da Azul Linhas Aéreas Brasileiras, com voos comerciais, fazendo com que o aeroporto voltasse a oferecer esse tipo de serviço, que, desde 2007, havia sido cancelado com o fim das operações da TAM Pantanal na cidade. Inicialmente, a Azul ofereceu voos diretos para o Aeroporto Internacional de Campinas. A companhia Azul suspendeu seu serviço em Araraquara em 3 de novembro de 2014, mas retomou em 17 de de dezembro de 2019.
Ferroviário
- Estação Ferroviária de Araraquara
- Linha Tronco (Estrada de Ferro Araraquara)
- Linha Tronco (Companhia Paulista de Estradas de Ferro)

Rodoviário
- Terminal Rodoviário de Araraquara
- Terminal Central de Integração

Rodovias
- SP-255 - Rodovia Antônio Machado Sant'Anna - liga Araraquara à nordeste com a região de Ribeirão Preto
- SP-255 - Rodovia Comandante João Ribeiro de Barros - liga à sudoeste com a região de Jaú.
- SP-257 - Rodovia Deputado Aldo Lupo - conecta as cidades de Américo Brasiliense, Santa Lúcia e Rincão.
- SP-310 - Rodovia Washington Luís - liga Araraquara à noroeste com a região de São José do Rio Preto; a sudeste com São Carlos e à SP-348 Rodovia dos Bandeirantes ou SP-330 Rodovia Anhanguera, na região de Limeira, oferecendo acesso à Campinas e São Paulo.
- SP-331 - Rodovia Deputado Victor Maida - Liga Araraquara à oeste com a região de Ibitinga.

Estradas municipais
- ARA-010 - Estrada Municipal Américo Brasiliense (Araraquara a Américo Brasiliense - Via Penitenciária)
- ARA-050 - Estrada Municipal Abílio Augusto Corrêa (Araraquara a Guarapiranga e Ribeirão Bonito).
- ARA-060 - Estrada Municipal Doutor Nelson Barbieri (Araraquara a Gavião Peixoto).
- ARA-080 - Estrada Municipal Graciano da Ressurreição Affonso (Araraquara a Bueno de Andrada, Silvânia e Matão).
- MO-325 - Estrada Municipal Doutor Syrthes de Lorenzo (Araraquara a Motuca).

Transporte público
Os primeiros ônibus surgiram em Araraquara em meados da década de 1950. O transporte público, porém, surgiu em 1959 com a implantação do sistema de Trólebus de Araraquara. Operado pela concessionária público-privada Companhia Trólebus de Araraquara (CTA) entre 1959 e 2000, no auge, possuiu 118,3 quilômetros de extensão, 8 linhas, 48 veículos e transportou 22 milhões de passageiros em 1986. Em 1989 a CTA iniciou a aquisição de veículos diesel e criação de novas linhas. Com o fim da concessão de 50 anos da CTA, o transporte foi repassado para empresas privadas e é supervisionado pela Controladoria do Transporte de Araraquara.
Em 2008 foi assinado pela CTA um contrato de permissão de 7 linhas rurais e urbanas com a Viação Parati por um período de 20 anos ou até uma concessão ser realizada. A concessão do transporte público foi assinada em 2016 com a contratação do consórcio Araraquara de Transportes, formado pela Viação Paraty e pela Empresa Cruz, por um período de 20 anos.

### Comunicações
Telefonia
O sistema de telefones automáticos foi inaugurado na cidade pela Companhia Telefônica Brasileira (CTB) em 1959. Já o sistema de discagem direta à distância (DDD) foi implantado em 1975 pela Telecomunicações de São Paulo (TELESP) com o código de área (0162).
Na década de 90 o código DDD da cidade foi alterado para (016), para padronização do sistema telefônico com a telefonia celular que estava sendo implantada em todo o estado.

## Cultura

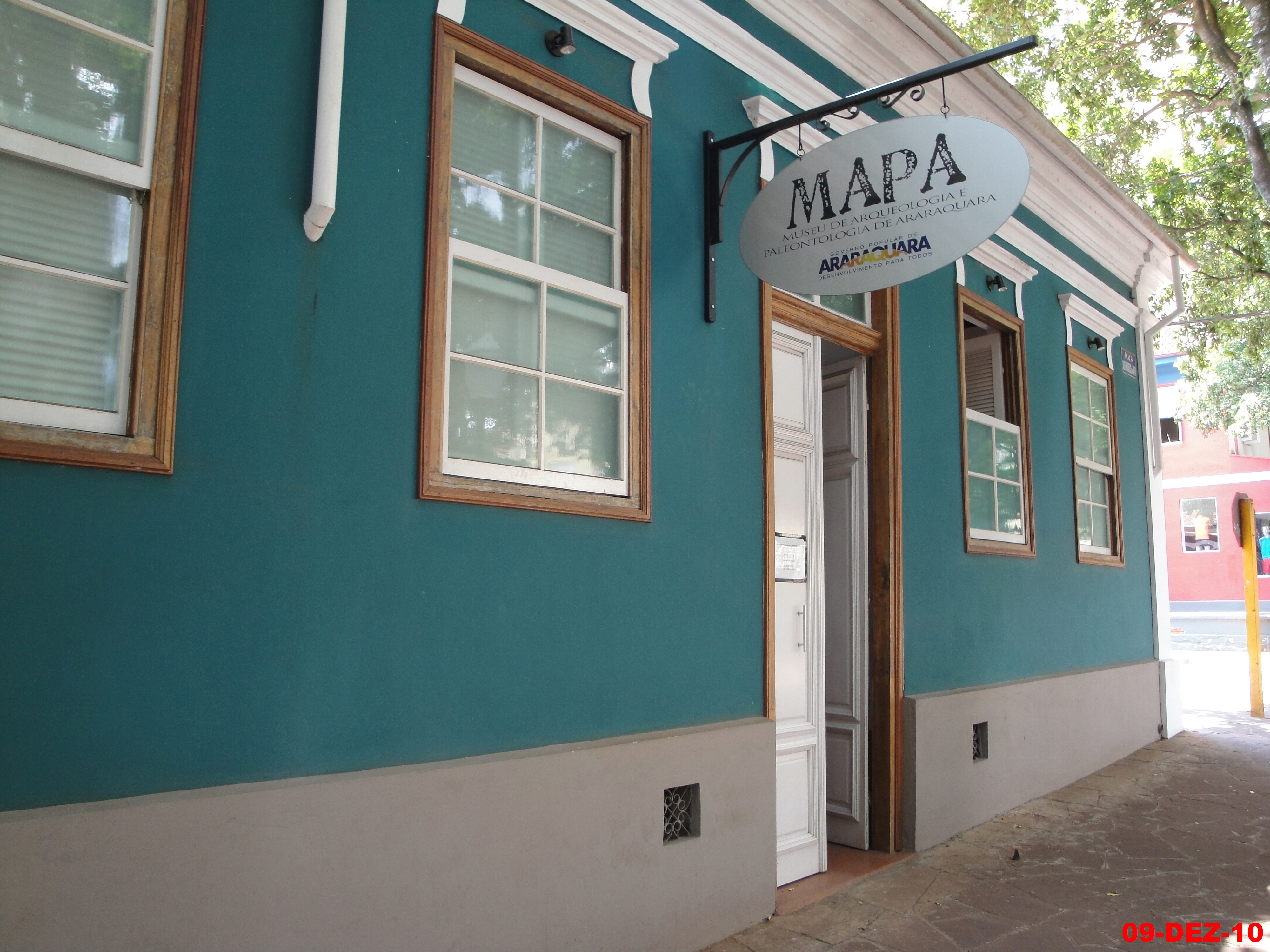
Museu de Arqueologia e Paleontologia de Araraquara (MAPA).

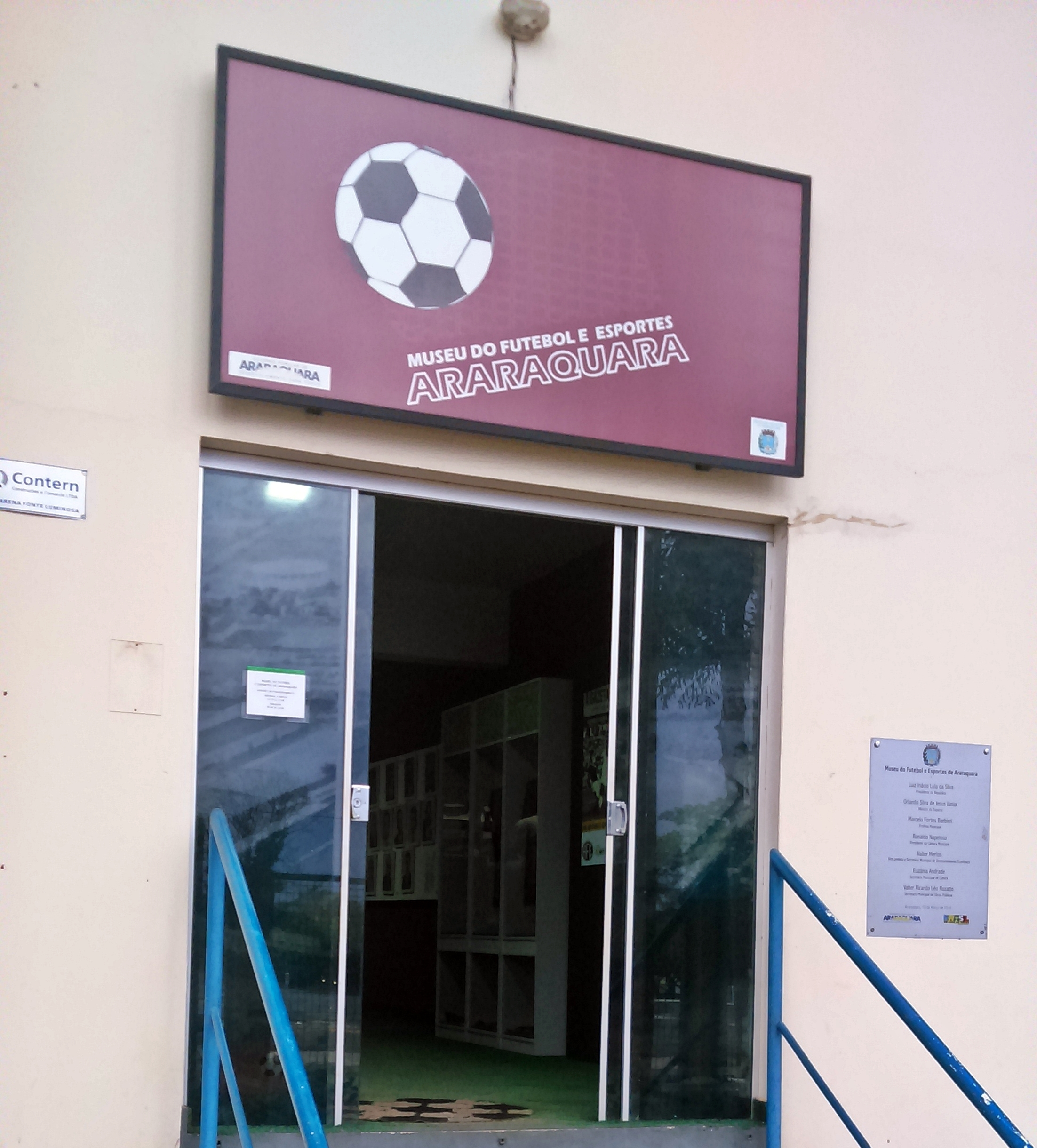
Museu do Futebol e Esportes.

### Espaços culturais
- Casa da Cultura "Luiz Antônio Martinez Corrêa”[103]
  - Arquivo Público Histórico "Professor Rodolpho Telarolli”
  - Museu da Imagem e do Som "Maestro José Tescari"
  - Teatro "Wallace Leal"
- Centro de Eventos de Araraquara e Região (CEAR)[104]
  - Centro Internacional de Convenção "Dr. Nelson Barbieri"
- Chácara Sapucaia "Dr. Waldemar Safiotti"[105]
- Museu de Arqueologia e Paleontologia de Araraquara (MAPA)[106]
- Museu Ferroviário "Francisco Aureliano de Araújo"[107]
- Museu Histórico e Pedagógico "Voluntários da Pátria"[108]
- Museu do Futebol e Esportes[109]
- Museu do Tróleibus Araraquara[110]
- Palacete da Esplanada das Rosas[111]
- Teatro de Arena[112]
- Teatro Municipal[113]

### Patrimônio histórico
Com pouco mais de 200 anos de história, Araraquara tem várias construções antigas, mas não há um mapeamento definido dos imóveis. O último imóvel considerado histórico e protegido por lei municipal aconteceu em 2005. Segundo a Coordenadoria de Preservação do Patrimônio Histórico e Cultural, há 28 imóveis tombados, sendo oito particulares.

### Praças e Parques
- Parque Basalto[115]
- Parque Botânico[116]
- Parque Infantil[117]
- Parque Pinheirinho[118]

### Esportes

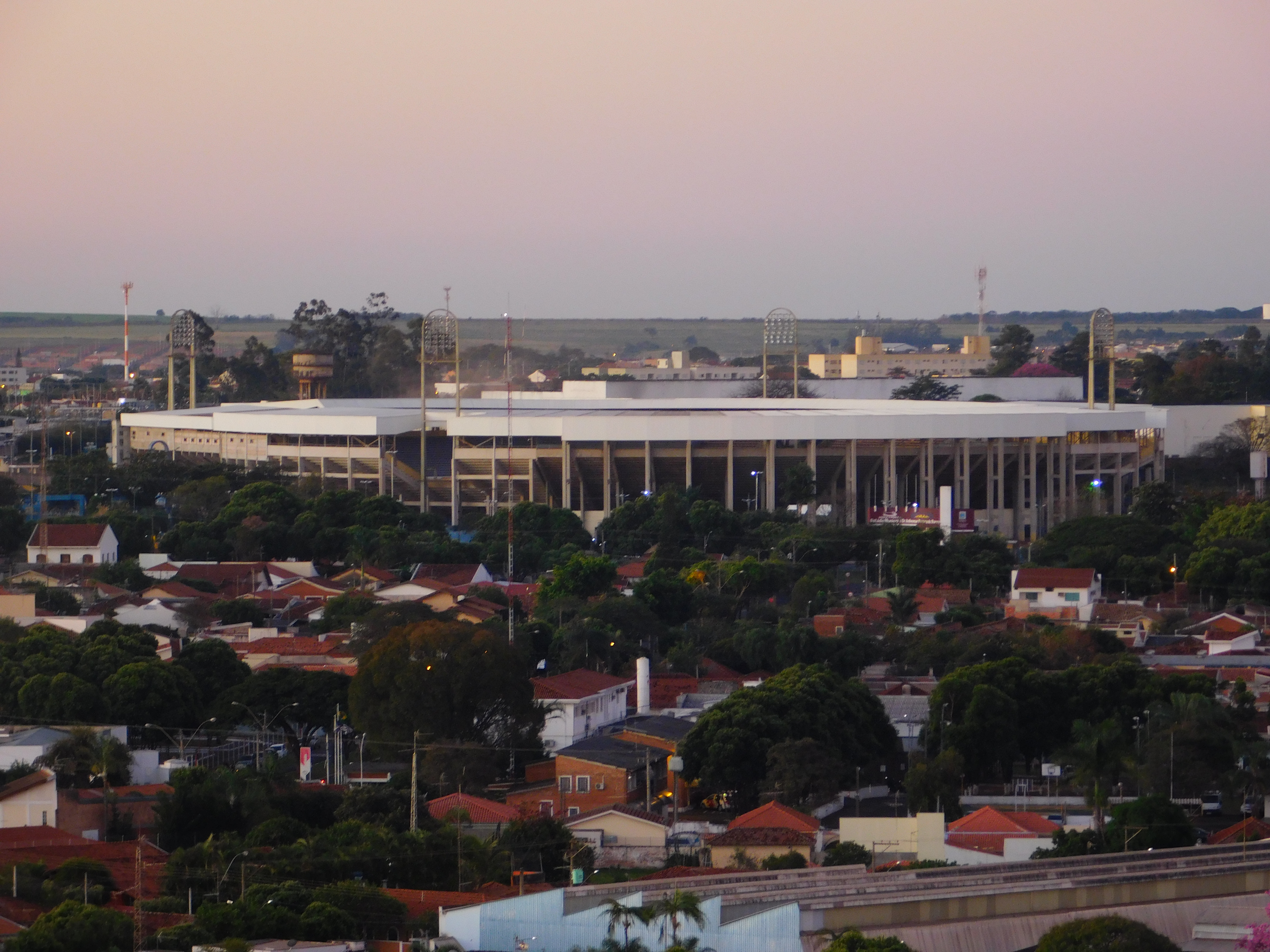
Arena da Fonte.

O município conta com uma Arena Multiuso, a Arena da Fonte, com capacidade para mais de 20 mil pessoas, recebendo partidas de campeonatos como o Brasileirão e o Campeonato Paulista, além de shows e eventos. Também possui o Estádio Municipal Cândido de Barros, localizado no Parque Jardim Botânico com capacidade para 4 mil torcedores.
Os principais ginásios poliesportivos da cidade são o "Gigantão" (Ginásio Municipal de Esportes Castelo Branco) e o "Ginásio da Pista" (Ginásio de Esportes Guilherme Fragoso Ferrão). A Pista de Atletismo "Armando Garllippe", o Kartódromo do Parque Pinheirinho e o Complexo Aquático Arena da Fonte são outros exemplos de aparelhos públicos tradicionais voltados para a prática esportiva. Desde 1980, no último dia de cada ano, é promovida a Corrida de Santo Onofre, uma prova de rua com 7 km de extensão. Em 2022, foi realizada a 42ª edição.
Araraquara tem grande tradição esportiva, principalmente no futebol com a Associação Ferroviária de Esportes (AFE). O time masculino disputa a Série B do Campeonato Brasileiro em 2025 e disputará a série A2 do campeonato paulista em 2025, enquanto o feminino disputa tanto o campeonato paulista (campeonato o qual se sagrou tetracampeão em 2013) quanto o campeonato brasileiro (campeonato o qual se sagrou bicampeão em 2019), destacando também o bicampeonato da Copa Libertadores da América de Futebol Feminino conquistados em 2015 e 2020.
O basquete araraquarense foi uma potência nacional no início dos anos 2000 com a UNIARA/Araraquara, hoje o destaque é a equipe feminina do SESI Araraquara que disputa os campeonatos paulista e brasileiro. No vôlei o time feminino da UNIARA/Fundesport chegou a disputar a Superliga Feminina nas temporadas 2013-14 e 2014-15.

### Culinária
A cidade é conhecida pelas "coxinhas douradas" do Distrito de Bueno de Andrada que ficaram famosas em 2002 após se tornarem crônica por Ignácio de Loyola Brandão.